# Список серій аніме «Монолог травниці»
«Монолог травниці» (яп. 薬屋のひとりごと, Kusuriya no Hitorigoto, The Apothecary Diaries) — японський аніме-телесеріал, заснований на однойменній серії ранобе, написаній Нацу Хюґа та ілюстрованій Токо Шіно. Створений Toho Animation Studio та OLM, аніме-серіал зрежисовано та написано Норіхіро Наґанума, Акінорі Фудесака був помічником режисера першого сезону, а пізніше замінив Норіхіро на посаді режисера другого сезону. Юкіко Накатані розробила дизайн персонажів, а Сатору Косакі, Кевін Пенкін та Аліса Окехазама написали музику.
Перший сезон, що складався з двох послідовних частин, транслювався з 22 жовтня 2023 року по 24 березня 2024 року на Nippon TV та її афілійованих каналах. Першою початковою піснею стала «Hana ni Natte» (яп. 花になって, «Стань квіткою») у виконанні Ryokuoushoku Shakai, а першою кінцевою піснею — «Aikotoba» (яп. アイコトバ, «Заклинання») у виконанні Aina the End Другою початковою піснею стала «Ambivalent» (яп. アンビバレント) у виконанні Uru, а другою кінцевою піснею — «Ai wa Kusuri» (яп. 愛は薬, «Любов — це ліки») у виконанні Wacci.
Після завершення трансляції першого сезону було анонсовано другий сезон. Його прем'єра відбулася 10 січня 2025 року в програмному блоці «Friday Anime Night» на Nippon TV та її афілійованих каналах. Першою початковою піснею стала «Hyakkaryōran» (яп. 百花繚乱, «Пишне цвітіння») у виконанні Lilas Ikuta, а першою кінцевою піснею — «Shiawase no Recipe» (яп. 幸せのレシピ, «Рецепт щастя») у виконанні Дай Хіраї. Другою початковою піснею стала «Kusuhiki» (яп. クスシキ, «Загадковий») у виконанні Mrs. Green Apple, а другою кінцевою піснею — «Hitorigoto» (яп. ひとりごと,, «Монолог») у виконанні Omoinotake.
Після завершення трансляції другого сезону було оголошено про продовження аніме-серіалу на третій сезон.
Crunchyroll транслює серіал по всьому світу за межами Азії, а також на Близькому Сході, в СНД та Південній Азії. Перша частина першого сезону була випущена на Blu-ray 28 січня 2025 року, а друга частина — 25 березня 2025 року. Netflix транслює серіал в окремих регіонах Азії.

## Огляд серії
| Сезон | Епізоди | Епізоди | Оригінальний показ | Оригінальний показ |
| Сезон | Епізоди | Епізоди | Перший показ       | Останній показ     |
| ----- | ------- | ------- | ------------------ | ------------------ |
| 1     | 24      | 24      | 22 жовтня 2023     | 24 березня 2024    |
| 2     | 24      | 24      | 10 січня 2025      | 4 липня 2025       |

## Серії

### Сезон 1 (2023—2024)
| № серії (загалом) | № серії (в сезоні) | Назва серії                                                                              | Режисер(и)                | Сценарист(и) | Режисер(и) анімації             | Оригінальна дата показу |
| --- | ------------------ | ---------------------------------------------------------------------------------------- | ------------------------- | ------------ | ------------------------------- | ----------------------- |
| 1 | 1                  | «Маомао» Транслітерація: «Maomao» (яп. 猫猫)                                             | Акінорі Фудесака          | Юко Какіхара | Норіхіро Наґанума               | 22 жовтня 2023          |
| Маомао, донька аптекаря, що мешкав на околиці міста, була викрадена розбійниками та продана до Імператорського палацу як прачка. Її обов'язки полягали в обслуговуванні наложниць імператора, євнухів та відповідного персоналу Заднього палацу. Через три місяці Маомао стала свідком конфлікту між двома імператорськими наложницями, Ліхуа та Ґьокуйо. Палацом ширилися чутки про те, що їхні діти хворіють і вмирають від прокляття. Маомао, спостерігаючи за симптомами, дійшла висновку щодо справжньої причини недуги. Вона анонімно залишила повідомлення на підвіконні кожної з наложниць, застерігаючи їх припинити використання свинцевої пудри для обличчя. Служниця Ліхуа проігнорувала попередження, і згодом її син помер. Ґьокуйо прочитала та послухалася поради, завдяки чому її донька вижила. Джінші, привабливий євнух, з'ясував, що саме Маомао врятувала дитину Ґьокуйо, оскільки вона виявилася єдиною серед служниць, хто міг прочитати його почерк. Джінші представив Маомао Ґьокуйо, щоб вона пояснила зв'язок між використанням свинцевої пудри та хворобою її доньки. Вдячна Ґьокуйо зробила Маомао своєю служницею. |                    |                                                                                          |                           |              |                                 |                         |
| 2 | 2                  | «Холодна травниця» Транслітерація: «Buaisō na Kusushi» (яп. 無愛想な薬師)                | Кентаро Фуджіта           | Місудзу Чіба | Норіхіро Наґанума               | 22 жовтня 2023          |
| Солдати, що намагалися втихомирити одне із зовнішніх селищ, отруїлися під час трапези. Джінші доручено вирішити долю старости цього селища, якого підозрюють в отруєнні. Тим часом Маомао розпочала свою нову службу як служниця при Ґьокуйо, познайомившись з іншими служницями, які працювали на неї. Вони виявили особливе співчуття до Маомао через її забинтовану руку та призначення на посаду дегустатора отрути. Маомао швидко освоїла це завдання, але їй стало нудно, оскільки інші служниці, жаліючи її, брали на себе значну частину її обов'язків. Згодом Джінші звернувся до Маомао з проханням розгадати загадку отруєння солдатів. Зі опису ситуації Маомао дійшла висновку, що причиною отруєння став не їжа, а отруйні випари від деревини, яку солдати використовували для розпалювання вогню. Пізніше Джінші доручив Маомао розробити афродизіак, надавши їй доступ до запасів ліків та інгредієнтів придворного лікаря. Маомао створила афродизіаки на основі какао, але відволіклася на збір лікарських трав у саду. Там вона виявила, що три служниці Ґьокуйо передчасно з'їли шоколадні цукерки, виготовлені нею із залишків какао-суміші. За словами Маомао, цей афродизіак мав утричі сильнішу дію, ніж звичайний тонік, що викликало тремтіння страху у Ґьокуйо, коли та спробувала попросити трохи для імператора. |                    |                                                                                          |                           |              |                                 |                         |
| 3 | 3                  | «Справа привида в гаремі» Транслітерація: «Yūrei Sōdō» (яп. 幽霊騒動)                    | Кьохей Ямамото            | Хітомі Оґава | Норіхіро Наґанума               | 22 жовтня 2023          |
| З'являються чутки про примарну жінку, що танцює у Зовнішньому палаці. Слуга Джінші, Ґаошун, показує Маомао наложницю середнього рангу на ім'я Фуйоу, яка, здається, танцює на східній стіні під місячним сяйвом. Спочатку її представили імператору, але вона не справила на нього враження і втратила його прихильність, після чого її обіцяли генералу з імператорської армії. Згодом вона збожеволіла і почала танцювати під місячним світлом. Наступного дня Маомао розповідає Ґьокуйо та Джінші схожу історію про куртизанку, яку вона знала. Цю жінку збирався придбати багатий клієнт, що призвело до такого стресу, що вона почала ходити уві сні, не пам'ятаючи своїх дій наступного дня, і угода зірвалася. У день, коли Фуйоу мали продати генералу, Маомао розповідає Ґьокуйо решту історії: куртизанка прикинулася психічно хворою, щоб знизити власну ціну і бути проданою іншому чоловікові, за якого вона насправді хотіла вийти заміж. Фуйоу дізналася, що генерал, якому її обіцяли, був чоловіком, якого вона кохала з рідного міста. Тому вона зробила щось подібне, щоб втратити прихильність імператора і натомість бути відданою генералу як нагорода. |                    |                                                                                          |                           |              |                                 |                         |
| 4 | 4                  | «Загроза» Транслітерація: «Dōkatsu» (яп. 恫喝)                                           | ЧііНа (ChiiNa)            | Юко Какіхара | ЧііНа (ChiiNa)                  | 29 жовтня 2023          |
| Імператор особисто попросив Маомао подбати про пані Ліхуа. Проте численні спроби лікування постійно зривалися її служницями, які раз за разом виштовхували Маомао з кімнати. Джінші, помітивши проблему Маомао, вирішив втрутитися. Він зачарував служниць, переконавши їх дозволити Маомао лікувати Ліхуа без перешкод, розпочавши зі спеціальної дієти, спрямованої на очищення її організму від отрути, спричиненої косметичною пудрою, яку таємно використовувала її служниця. Маомао покарала служницю, вдаривши її та висипавши на неї цю пудру за недбале використання, забуваючи, що вона була заборонена як отруйна речовина, яка стала причиною смерті сина Ліхуа. Служниця змогла повернутися на свою посаду після нетривалого утримання під вартою (на цей період Маомао перебрала на себе догляд за Ліхуа), пообіцявши не повторювати своїх помилок. Тим часом євнуха, якому було наказано вилучити заборонену пудру, покарали батогами. Маомао попросила Джінші збудувати баню, оскільки вона додала регулярні парові ванни до курсу лікування Ліхуа. За два місяці Ліхуа повністю одужала. Коли Маомао збиралася повернутися до пані Ґьокуйо, вона навчила Ліхуа техніці, якої її навчили сестри з борделю, щоб повернути прихильність імператора, оскільки вона мала для цього відповідні «активи». В результаті імператор почав рідше відвідувати Ґьокуйо, що дозволило їй відпочити. |                    |                                                                                          |                           |              |                                 |                         |
| 5 | 5                  | «Операція під прикриттям» Транслітерація: «Anyaku» (暗躍)                                | Ґаку Шіґа                 | Місузу Тіба  | Акінорі Фудезака                | 6 листопада 2023        |
| Маомао та придворний лікар насолоджувалися смаженими грибами мацутаке, коли до клініки зайшов відвідувач з проханням вилікувати «прокляття». Маомао дала пацієнтові мазь для загоєння висипу на руках. Джінші покликав її, щоб дізнатися її думку щодо кількох речовин, оскільки він також розслідував причину цього «прокляття». День садового бенкету швидко наближався. Цього разу всі імператорські наложниці найвищого рангу мали бути присутніми, включаючи Ліхуа та Ґьокуйо. Це також означало, що Маомао мусила бути там як служниця Ґьокуйо. Під час нанесення макіяжу, чого вона намагалася уникати, інші служниці розкрили секрет, про який дізнався і Джінші: її веснянки були її макіяжем, який слугував камуфляжем та стримуючим фактором проти потенційних насильників, оскільки вона жила в кварталі червоних ліхтарів. Він також зміг дізнатися більше про минуле Маомао. Співчуваючи її труднощам, Джінші подарував їй одну зі своїх шпильок для волосся, що викликало легку заздрість у Ґьокуйо, яка раніше «помітила» її намистом, оскільки «вона більше не належала лише їй». Садовий бенкет розпочався, але, невідомо для всіх, у тіні причаїлася зловісна сила. |                    |                                                                                          |                           |              |                                 |                         |
| 6 | 6                  | «Вечір в саду» Транслітерація: «Enyūkai» (яп. 園遊会)                                    | Ватару Накаґава           | Хітомі Оґава | Ватару Накаґава                 | 12 листопада 2023       |
| Під час галасу садового бенкету Маомао опинилася в епіцентрі непрямих конфліктів між служницями наложниць. Одна зі служниць Ліхуа недоброзичливо відгукувалася про неї, не знаючи, що Маомао стоїть поруч. Вона також отримала ще дві шпильки для волосся, одну з яких подарувала сама пані Ліхуа. Маомао дізналася про напружені стосунки між наложницями Ах-Дуо та Лішу, де через політичні інтриги юна Доброчесна Наложниця стала свекрухою значно старшої Чистої Наложниці. Ситуація загострилася, коли Маомао виявила отруту в супі Ґьокуйо. Згодом один з міністрів знепритомнів після того, як скуштував цю страву. Джінші побачив, як її нудить від отрути, і відвів до лазарету. Розслідуючи отруєння, Маомао попросила Джінші привести Лішу та її дегустатора, де з'ясувала, що Лішу має алергію на скумбрію. Оскільки їжу готували в Задньому палаці, оцет, використаний у страві Лішу, міг випадково потрапити до супу Ґьокуйо. Маомао запідозрила причетність дегустатора Лішу, але вирішила не звинувачувати її, натомість надавши список продуктів, які Лішу не може вживати. Джінші помітив це і запитав Маомао, чи Лішу була ціллю отруєння. |                    |                                                                                          |                           |              |                                 |                         |
| 7 | 7                  | «Повернення» Транслітерація: «Satogaeri» (яп. 里帰り)                                    | Тадао Окубо               | Юко Какіхара | Норіхіро Наґанума               | 19 листопада 2023       |
| Після подій садового бенкету, зокрема отруєння міністра, Маомао мусила відпочивати (оскільки й сама частково отруїлася), аж поки їй не стало нудно, і вона попросила Ґьокуйо дозволу скористатися вітальнею. На прохання Джінші прийшов Ґаошун і приніс ту саму срібну чашу з отруєним супом, обгорнуту тканиною, обережно тримаючи її, щоб не торкатися самої чаші. Використовуючи схожу техніку, яку вона застосовувала на попередньому місці роботи, Маомао проявила відбитки пальців на чаші за допомогою порошку, ватного тампона та пензлика. Вона виявила чотири відбитки, один з яких був на краю чаші і належав сторонній особі, яка можливо отруїла суп. Цей факт, разом із тим що одяг Лішу не гармоніював з одягом Ґьокуйо, наштовхнув її на думку, що Лішу є жертвою цькування з боку власних служниць, враховуючи, що Задній палац сповнений ворогів. Отруєний суп призначався для Лішу, але її дегустатор підмінила її чашу на чашу Ґьокуйо, щоб змусити з'їсти скумбрію, на яку у неї алергія, тим самим врятувавши її від отруєння. Пізніше Маомао дізналася від Сяолань про значення шпильок для волосся — як «квитка» для отримання прихильності. Вона попросила Ліхаку, солдата який подарував їй шпильку під час бенкету, супроводити її за межі палацу. Ліхаку, не впізнавши її, спочатку відмовив Маомао, але не зміг встояти перед її пропозицією зустрітися з будь-якою з «Трьох Принцес», найкращих куртизанок з борделю Рокушоукан, де виросла Маомао, не кажучи вже про те, що вона має ще два високопоставлені контакти, тому він погодився. Маомао змогла відвідати свого батька, який вважав її роботу в Задньому палаці дивним поворотом долі. |                    |                                                                                          |                           |              |                                 |                         |
| 8 | 8                  | «Стеблі пшениці» Транслітерація: «Mugiwara» (яп. 麦稈)                                   | Кентаро Фуджіта           | Яніко Ауана  | Кентаро Фуджіта                 | 26 листопада 2023       |
| Повертаючись з прогулянки їхніми плантаціями лікарських трав, Маомао побачила служницю, яка стукала у їхні двері. Дівчина схопила її, щойно побачила, і попросила про допомогу. Маомао привели до борделю, де вона стала свідком подвійного отруєння: куртизанки та добре одягненого клієнта. Маомао вдалося вивести отруту з обох постраждалих. Маомао запитала дівчину про її батька і, проаналізувавши ситуацію, дійшла висновку, що це було отруєння тютюном, яке ледь не вбило жертв у тому, що виглядало як подвійне самогубство. Вийшовши з кімнати, де мадам борделю зустрілася з нею та її батьком, Маомао згодом побачила, як служниця намагалася вдарити ножем у груди добре одягненого клієнта. Маомао зупинила її, оскільки дівчина відчайдушно хотіла його вбити. Пізніше Маомао дізналася від іншої куртизанки, що клієнт, син багатого купця, був брехливим базікою, який спокушав і згодом кидав жінок у борделі, емоційно зловживаючи ними. Однією з них була старша сестра служниці, а куртизанка, яка була з клієнтом і отруїла його, була її близькою подругою. Маомао склала всі пазли, навіть після того, як усе сталося: це була спроба вбивства, оскільки куртизанка дала клієнту випити отруйний настій з листя тютюну, використовуючи трюк із соломинкою та різними напоями в одній склянці. Те, що зробила Маомао того дня, фактично врятувало бордель від ганьби, запобігши смерті впливового купецького сина, звідси й гроші за мовчання та розкішні закуски, які дала їм пані. Після «пестощів» від Меймей у лазнях Рокушоукан, Маомао відвідала кімнату в прибудові борделю, де в ліжку лежала непритомна жінка. Через три дні вона повернулася до Заднього палацу, де її, окрім пані Ґьокуйо та її служниць, зустрів дуже схвильований Джінші. Непорозуміння та вибір слів Маомао щодо Ліхаку шокували Джінші, чим дуже розважили Ґьокуйо. |                    |                                                                                          |                           |              |                                 |                         |
| 9 | 9                  | «Самогубство чи вбивство?» Транслітерація: «Jisatsu ka Tasatsu ka» (яп. 自殺か他殺か)    | Акіра Коремото            | Місузу Чіба  | Норіхіро Наґанума               | 3 грудня 2023           |
| Джішні досі переживає шок від повернення Маомао, хоча поступово відновлюється після того, як дізнався правду від Гьокую, коли євнух вламався в його офіс і повідомив про смерть Коунена, високопосадовця, після важкого пияцтва на вечірці. Після розслідування і прочитання біографії Коунена, Маомао дійшла висновку, що надмірна кількість солі, доданої до його напою, стала причиною його смерті, оскільки Коунен був справжнім ласуном. Сіль могла бути додана кимось на вечірці, або з метою пожартувати над ним, або через те, що його ненавиділи. Вона натякнула на вбивцю, але не хоче брати на себе відповідальність за те, щоб назвати цю особу. Джішні також помстився Маомао, пожартувавши про прийняття закону щодо вживання алкоголю неповнолітніми, що шокувало травницю, яка любить алкоголь. Пізніше Гуен попросив Маомао провести розтин тіла служниці, знайденої втопленою в річці палацу, але вона відмовилася, оскільки це є табу для неї як травниці, адже люди можуть стати медичними інгредієнтами. Вона вагалася, чи це було самогубство, враховуючи кров на пальцях жертви (ймовірно, через спробу вилізти на стіну навколо річки), чи вбивство, зважаючи на обставини навколо стіни, оскільки служниця в дерев'яних черевиках і з перев'язаними ногами не могла б без інструментів подолати стіну. Пізніше це було відкинуто як самогубство через додаткові докази, зокрема те, що жінка була на садовій вечірці, на якій отруїли міністра. Коли Маомао збирала свої думки щодо того, як легко було загинути жертвам, а також роздуми про своє минуле, вона задумалася, яку отруту вона б використала для самоотруєння, що шокувало Джішні і ще більше, коли вона попросила його, якщо він колись має виконати її вирок, зробити це за допомогою отрути. Тим часом Джішні отримав звіт про того, хто мав опіки на руках, пов'язані з «прокляттям» два місяці тому. Це була Фенмін, головна служниця леді Ах-Дуо. |                    |                                                                                          |                           |              |                                 |                         |
| 10 | 10                 | «Мед» Транслітерація: «Hachimitsu» (яп. 蜂蜜)                                            | Еркін Кавабата            | Хітомі Оґава | Казуя Номура                    | 10 грудня 2023          |
| Заднім палацом ширяться чутки про потоплену служницю в Гранатовому павільйоні, яку звинувачують в отруєнні їжі наложниці Лішу. Додаткові плітки натякають на те, що наложниця Ах-Дуо може втратити свій титул на користь молодшої наложниці. Розкривається складна історія Ах-Дуо, її попередній зв'язок із колишнім імператором та її сином. Під час чаювання між наложницями Ґьокуйо та Лішу Маомао помічає ледь вловимі ознаки цькування Лішу з боку її власних служниць, спостерігаючи за її реакцією на медовий напій. Пізніше Маомао дізнається, що за чаюванням стоїть Джінші, і це має певну мету. Потім Джінші без жодних конкретних інструкцій відправляє Маомао допомогти Ах-Дуо. Після розслідування Маомао доповідає йому, пов'язуючи події з можливою здатністю Фенмін передавати закодовані повідомлення за допомогою кольорових табличок з текстом. Джінші жартує з Маомао, підсунувши їй мед, що викликає у неї усвідомлення зв'язку між останніми інцидентами, включаючи алергію Лішу та самогубство служниці, і навіть обережні прогулянки Лішу навколо Гранатового павільйону, аж поки Ґьокуйо не втручається. Маомао розпитує Лішу про її алергію та помічає її страх при згадці Фенмін, яка під час перебування Маомао в її павільйоні здавалася доступною, доброю та прикладом для всіх. Служниці Лішу чинять опір розпитуванням Маомао, але вона використовує авторитет Джінші, щоб змусити їх замовкнути та продовжити. Маомао доручає Ґаошуну перевірити минулі записи, розкриваючи інформацію про померлого сина імператора від Ах-Дуо, пологи якого приймав лікар, що, як з'ясовується, був вигнаний: батько Маомао. |                    |                                                                                          |                           |              |                                 |                         |
| 11 | 11                 | «Один замість двох» Транслітерація: «Futatsu o Hitotsu ni» (яп. 二つを一つに)            | Юкіхіко Асакі             | Юко Какіхара | Норіхіро Наґанума               | 17 грудня 2023          |
| Маомао протистоїть Фенмін щодо минулих подій, пов'язаних із дитиною Ах-Дуо та дитиною вдовуючої імператриці. Вона дізнається, що Ах-Дуо втратила здатність народжувати після першої дитини частково через те, що лікар був присутній на інших королівських пологах. Пізніше Фенмін несвідомо вбила сина Ах-Дуо, нагодувавши його медом. Смерть вважалася загадковою, але цей та попередній випадок безпліддя призвели до вигнання батька Маомао. Фенмін випадково дізналася причину, коли Лішу, яка ледь не померла в дитинстві від годування медом, розповіла їй про це. Вірність Фенмін до Ах-Дуо та страх, що Ах-Дуо дізнається правду про смерть її сина, керують її діями, включаючи віддалення Лішу від Ах-Дуо та спробу отруїти її під час садового бенкету після її повернення до палацу. Це та її близькість до Ах-Дуо становлять для неї загрозу, але мотиви Фенмін розкриваються через почуття провини. Маомао допомагає Фенмін примирити її два мотиви, сподіваючись зберегти статус Ах-Дуо, не розкриваючи правди про смерть її сина. Однак Ах-Дуо вже вирішила покинути Задній палац за рішенням імператора. У ніч після страти Фенмін Маомао, не маючи змоги заснути, зустрічає Ах-Дуо на стіні, звідки стрибнула служниця-самогубця, а внизу — п'яного Джінші. Ах-Дуо натякає на особу свого сина, і Маомао ненавмисно втішає плачучого Джінші. Наступного дня Ах-Дуо відмовляється від свого титулу перед від'їздом до відокремленого палацу на півдні, і, коли Лішу зі сльозами прощається з нею, Маомао усвідомлює, що, побачивши Ах-Дуо та Джінші віч-на-віч, її дитину могли підмінити при народженні, що, можливо, призвело до вигнання її батька за те, що він цього не помітив. Пізніше, коли Джінші отримує більше інформації про Фенмін та її родину, його думки також зосереджуються на обставинах прибуття Маомао до Заднього палацу. |                    |                                                                                          |                           |              |                                 |                         |
| 12 | 12                 | «Євнух і куртизанка» Транслітерація: «Kangan to Gijo» (яп. 宦官と妓女)                   | Міцуйо Йоконо             | Місузу Чіба  | Норіхіро Наґанума               | 24 грудня 2023          |
| Після страти Фенмін усе її майно було конфісковано, а члени її родини, родичі та знайомі зазнали різних ступенів тілесних покарань. Тим часом Маомао також потрапила під хвилю масових звільнень як жертва побічного бізнесу Фенмін та її родини з торгівлі людьми. Джінші розривався між бажанням залишити її та страхом, що це ще більше їх розлучить, оскільки він вважав, що вона ненавиділа роботу в Задньому палаці. Маомао намагалася домовитися з Джінші, оскільки вона ще не повністю розрахувалася з мадам Рокушоукан (і та могла б змусити її стати куртизанкою), але безуспішно. Джінші пошкодував про своє рішення через тиждень, оскільки для того, щоб залишити її, потрібен був лише його наказ (і Ґьокуйо ще більше посилила його почуття провини), а Маомао повернулася до борделю, працюючи куртизанкою на півставки. Під час вечірки, влаштованої дуже багатою людиною за межами борделю, куди були запрошені її сестри Меймей, Джока та Пайрін (що було рідкістю, враховуючи неймовірну вартість найму навіть однієї з них), вона знову зустріла Джінші. Їхня взаємодія була помічена її трьома сестрами та викликала їхню заздрість. Там він задумався про те, щоб викупити її з борделю, що Джінші і зробив кілька днів потому. Маомао не знала про події після того, як також побачила Ґаошуна на тій самій вечірці, але мається на увазі, що саме Ґаошун допоміг влаштувати цю вечірку, попросивши Ліхаку допомогти зв'язатися з Рокушоукан. |                    |                                                                                          |                           |              |                                 |                         |
| 13 | 13                 | «Служба при Зовнішньому дворі» Транслітерація: «Gaitei Kinmu» (яп. 外廷勤務)             | Ватару Накаґава           | Юніко Аяна   | Ватару Накаґава                 | 7 січня 2024            |
| Маомао повертається до палацу, але цього разу працювати в Зовнішньому палаці, що стало для неї великою несподіванкою, оскільки вона думала, що повертається до Заднього палацу. Ґаошун пояснив, що через її звільнення вони не можуть просто відновити її на колишній посаді. Джінші просить її й надалі використовувати свій макіяж з веснянками. Ґаошун знайомить її з Суйрен, однією з особистих помічниць Джінші. Пізніше Суйрен показує їй резиденцію Джінші, а Ґаошун проводить екскурсію рештою Зовнішнього палацу, громадськими та урядовими установами. Джінші має намір зробити її придворною дамою, але вона провалює необхідні іспити, попри старанне навчання, що робить її особистою помічницею Джінші. Їй також доводиться мати справу з заздрісними придворними дамами, що вона успішно ігнорує. Вона все ще прагне займатися аптекарською справою, бажаючи більш підходящого, більш спартанського житла та робочого місця (за умови наявності плити та води), у чому їй було відмовлено. Пізніше, блукаючи військовим крилом у пошуках лікарських трав і отримавши догану від придворної дами із запахом сандалу, змішаним з іншим, виразно гірким ароматом, за проникнення в заборонене місце, хтось досить загадковий уважно за нею спостерігає. |                    |                                                                                          |                           |              |                                 |                         |
| 14 | 14                 | «Нова наложниця «чиста»» Транслітерація: «Atarashī Yoshihi» (яп. 新しい淑妃)             | Акіра Шімідзу, Дзюн Ōвада | Хітомі Огава | Ватару Накаґава                 | 14 січня 2024           |
| За рекомендацією Ґьокуйо та Ліхуа, Маомао отримує завдання навчити нову Чисту Наложницю Лоулань «служити» імператору. Джінші офіційно призначає її відповідальною за це. Навчальні сесії, які відвідують усі високопоставлені наложниці, зосереджуються на матеріалах від старої пані з Рокушоукан. У той час як Ґьокуйо та Ліхуа добре справляються зі змістом, Лішу (та Хоннян) відчувають труднощі, а Лоулань залишається байдужою та зарозумілою. Тієї ночі в одній із палацових будівель спалахує пожежа, і Лакан прибуває на місце для розслідування. Наступного дня Маомао, блукаючи поблизу місця інциденту, поки її відсторонили для збору лікарських трав, спонтанно проводить власне розслідування та підозрює підпал. Вона знаходить на місці події кістяну люльку та робить висновок, що тліюча жарина з неї спричинила вибух на продовольчому складі, запаливши летючий пшеничний пил. Вона просить Ліхаку, який розслідує інцидент, передати персоналу заборону палити на продовольчих складах. Однак дорога люлька викликає підозри щодо особи зловмисника. |                    |                                                                                          |                           |              |                                 |                         |
| 15 | 15                 | «Сира риба» Транслітерація: «Namasu» (яп. 鱠)                                            | Кентаро Фуджіта           | Юко Какіхара | Кентаро Фуджіта                 | 21 січня 2024           |
| Ґаошун залучає Маомао до розслідування справи чиновника, який впав у кому після вживання сирої риби фуґу, приправленої оцтом, подібно до інциденту десятирічної давнини. Усі деталі збігаються, крім однієї, що змушує її звернутися до Басена, який показує їй кухню, де готувалася страва. Попри втручання молодшого брата чиновника, Маомао знаходить деталь, яка її зацікавила: морські водорості, використані в страві, імпортовані з півдня. Вона робить висновок, що вони були неправильно оброблені для видалення отрути, що й спричинило кому чиновника. Розслідування зосереджується на імпортері водоростей, яким виявляється молодший брат, що прагнув помсти за погане поводження в їхньому домі. Тим часом Джінші розповідає, що високопоставлений військовий чиновник Лакан приходить до його кабінету зі скаргою на призначення ним на посаду служниці особи, пов'язаної з Рокушоукан. Лакан згадує про знайому в Рокушоукан, яка, за його словами, є куртизанкою, «яка продасть свої вміння, але ніколи себе»; і чия поведінка схожа на ставлення Маомао до Джінші. Перед тим, як продовжити, Лакан просить Джінші допомогти у справі, що стосується Маомао та її здібностей до розв'язання проблем. |                    |                                                                                          |                           |              |                                 |                         |
| 16 | 16                 | «Свинець» Транслітерація: «Namari» (яп. 鉛)                                              | Со Тояма                  | Місудзу Чіба | Со Тояма                        | 28 січня 2024           |
| Джінші доручає Маомао розслідувати справу із заповітом металурга, знайомого Лакана, який несподівано помер, заповівши конкретні речі трьом своїм синам. У заповіті йшлося, що старший син отримав металургійну майстерню, середній — скриню з недоступною центральною шухлядою, а молодший — скляну рибку; а також була примітка про «продовження чаювань, як завжди». Маомао у супроводі Басена оглядає металургійну майстерню, а оглянувши недоступну скриню, виявляє припій, що блокує замкову щілину центральної шухляди. Використовуючи сонячне світло, сконцентроване за допомогою успадкованої молодшим сином рибки, вона розплавляє припій і, відкривши шухляду ключем, що був у середнього сина, знаходить усередині інший ключ, який відчиняє всі шухляди, виявляючи різні предмети, включно з блакитним шматком кристала. Спочатку вважаючи це поганим жартом батька, брати об'єднуються на прохання молодшого. Згодом стає відомо, що вони продовжили батьківську металургійну справу: молодший став наступником батька, старший займався бухгалтерією, а середній шукав клієнтів. Крім того, Маомао пов'язує блакитний кристал із причиною смерті їхнього батька, оскільки той постійно працював із припоєм. Тому, поставивши ще кілька запитань про стан батька перед смертю, вона радить молодшому звернутися до лікаря, а саме до її батька, про всяк випадок. Тієї ночі Джінші запитує Маомао, чи не могла б вона зробити йому макіяж. |                    |                                                                                          |                           |              |                                 |                         |
| 17 | 17                 | «Прогулянка містом» Транслітерація: «Machiaruki» (яп. 街歩き)                            | Курабу Кадоматсу          | Юніко Аяна   | Курабу Кадоматсу                | 4 лютого 2024           |
| Джінші просить Маомао замаскувати його, щоб він виглядав менш привабливо для таємної прогулянки містом. Маомао використовує різні методи, включаючи зміну його зовнішності, запаху та голосу, навіть робить його волосся та одяг тьмянішими, щоб приховати його мускулисту статуру та загальну ідентичність, оскільки він занадто гарний, щоб приховати свою особу простим маскуванням. Під час їхньої прогулянки, коли Басен непомітно стежить за безпекою здалеку, Джінші, представляючись як «Дзінка», помічає мовчання Маомао, що призводить до розмови про її названого батька, Луомена. Маомао розповідає, що Луомен навчався за кордоном, натякаючи на його привілейоване становище, а також розкриває його статус євнуха, яким він став через попередню вдовуючу імператрицю. Джінші, запитуючи, чи знає вона постійних клієнтів Рокушоукан, також цікавиться, як знижується цінність куртизанки. Маомао, пов'язана конфіденційністю, натякає на внутрішню роботу борделю та розкриває два способи, якими куртизанки втрачають свою цінність: втрата невинності зменшує їхню вартість наполовину, а вагітність зводить її до нуля, що шокує Джінші. |                    |                                                                                          |                           |              |                                 |                         |
| 18 | 18                 | «Лакан» Транслітерація: «Lakan» (яп. 羅漢)                                               | Маю Танімото, Дзюн Ōвада  | Хітомі Огава | Маю Танімото, Норіхіро Наґанума | 11 лютого 2024          |
| Маомао відмовляється супроводжувати Джінші до кінця його маршруту, оскільки, будучи елегантно одягненою, не хоче його розсекретити; і замість цього вирушає додому на кілька вихідних. Вдома її будить кошмар, який насправді є спогадом з її раннього дитинства. Її названий батько, Луомен, відправляє її з дорученням до Рокушоукан, насправді щоб доглянути за жінкою в його прибудові. Жінкою виявляється мати Маомао, яка страждає від сифілісу, і ліки Луомена є їхнім єдиним лікуванням. З'ясовується, що Рокушоукан у минулому зазнав ганьби через цю ситуацію. Луомен з'явився нізвідки в той час, коли хвороба перебувала в інкубаційному періоді, але стан погіршився, оскільки бордель вагався дозволити йому її лікувати. Лакан, давній клієнт, приходить з візитом, і Маомао доручають сховатися в кімнаті, поки Меймей його відволікає. Повернувшись до палацу, Суйрен повідомляє Маомао, що на вечерю буде вегетаріанська їжа, і дає їй доручення принести мішок картопляного борошна з аптеки Внутрішнього палацу, де вона зустрічає Суйрей, придворну даму, яка раніше спіймала її під час блукання військовим крилом. Маомао дивується, чому Джінші проводить ритуали очищення (частиною якого є вегетаріанська вечеря, згадана Суйрен) щоразу перед тим, як його призначають на тривалий період роботи, враховуючи, що він «євнух». Пізніше Лакан виявляє інтерес до Маомао перед Джінші, що викликає напругу, оскільки Лакан має намір її дістати, фактично погрожуючи Джінші. Він повідомляє Маомао, що незабаром з нею зустрінеться чиновник на ім'я Лакан. Він забирає свої слова назад, коли Маомао кидає на нього найзлісніший погляд, який він коли-небудь бачив. Пізніше вона знову блукає військовим крилом, збираючи лікарські трави, коли її ловить Суйрей. Та стверджує, що посадила ці лікарські рослини нібито для ліків воскресіння, чого Маомао відчайдушно бажає. |                    |                                                                                          |                           |              |                                 |                         |
| 18 | 18                 | «Лакан» Транслітерація: «Lakan» (яп. 羅漢)                                               | Маю Танімото, Дзюн Ōвада  | Хітомі Огава | Маю Танімото, Норіхіро Наґанума | 11 лютого 2024          |
| Маомао відмовляється супроводжувати Джінші до кінця його маршруту, оскільки, будучи елегантно одягненою, не хоче його розсекретити; і замість цього вирушає додому на кілька вихідних. Вдома її будить кошмар, який насправді є спогадом з її раннього дитинства. Її названий батько, Луомен, відправляє її з дорученням до Рокушоукан, насправді щоб доглянути за жінкою в його прибудові. Жінкою виявляється мати Маомао, яка страждає від сифілісу, і ліки Луомена є їхнім єдиним лікуванням. З'ясовується, що Рокушоукан у минулому зазнав ганьби через цю ситуацію. Луомен з'явився нізвідки в той час, коли хвороба перебувала в інкубаційному періоді, але стан погіршився, оскільки бордель вагався дозволити йому її лікувати. Лакан, давній клієнт, приходить з візитом, і Маомао доручають сховатися в кімнаті, поки Меймей його відволікає. Повернувшись до палацу, Суйрен повідомляє Маомао, що на вечерю буде вегетаріанська їжа, і дає їй доручення принести мішок картопляного борошна з аптеки Внутрішнього палацу, де вона зустрічає Суйрей, придворну даму, яка раніше спіймала її під час блукання військовим крилом. Маомао дивується, чому Джінші проводить ритуали очищення (частиною якого є вегетаріанська вечеря, згадана Суйрен) щоразу перед тим, як його призначають на тривалий період роботи, враховуючи, що він «євнух». Пізніше Лакан виявляє інтерес до Маомао перед Джінші, що викликає напругу, оскільки Лакан має намір її дістати, фактично погрожуючи Джінші. Він повідомляє Маомао, що незабаром з нею зустрінеться чиновник на ім'я Лакан. Він забирає свої слова назад, коли Маомао кидає на нього найзлісніший погляд, який він коли-небудь бачив. Пізніше вона знову блукає військовим крилом, збираючи лікарські трави, коли її ловить Суйрей. Та стверджує, що посадила ці лікарські рослини нібито для ліків воскресіння, чого Маомао відчайдушно бажає. |                    |                                                                                          |                           |              |                                 |                         |
| 19 | 19                 | «Випадковість або дещо більше» Транслітерація: «Gūzen ka Hitsuzen ka» (яп. 偶然か必然か) | Ватару Накаґав            | Юко Какіхара | Ватару Накаґава                 | 18 лютого 2024          |
| Ґаошун інформує Джінші про події цього дня, поки той розмірковує про свою нещодавню розмову з Маомао. Тим часом Ліхаку повідомляє Маомао про крадіжку церемоніальних інструментів, що сталася приблизно під час вибуху на складі. Вона дізнається, що завідувач складу, чиновник, який любив рідкісні страви, отруївся; а майстер Коунен, який помер від надмірного вживання солі, був колишнім завідувачем складу. Маомао відчуває зв'язок між цими подіями та знайденою нею на згорілому складі кістяною люлькою. Ліхаку згадує, що придворна дама, висока та з запахом ліків, дала цю люльку охоронцю як винагороду. Маомао має на думці особу, яка відповідає цьому опису, але вона дотримується поради батька не робити припущень на основі лише здогадок і шукає більше інформації. Вона ділиться своїми знахідками з Джінші, і той направляє її на подальше розслідування в обмін на винагороду — бичачий безоар, який щойно надійшов до аптеки. Маомао з'ясовує, що жертва харчового отруєння працює в Управлінні ритуалів, що пов'язує це та кістяну люльку з крадіжкою церемоніальних інструментів. Зв'язавши інструменти з очисними ритуалами Джінші, вона поспішає до Вівтаря Сапфірового Неба на цю церемонію, яка, за словами архівіста, що їй допомагає, відбувається саме в цей момент. Зупинена охоронцями, вона звинувачує одного з них у причетності до змови, сподіваючись, що його реакція викличе достатньо галасу, щоб зупинити церемонію, але натомість отримує удар палицею по голові, який ледь не позбавляє її свідомості. Лакан заступається за неї, здивувавши всіх присутніх, включно з Маомао. Попри свій гнів на нього, вона кидається всередину будівлі та відштовхує людину, яка стоїть під важкою прикрасою, що падає, рятуючи її від неминучої смерті. Поранена та втрачаючи свідомість, Маомао дізнається, що відштовхнула Джінші, і дивується, що він там робить, перш ніж знепритомніти в його обіймах. Джінші несе непритомну Маомао до свого будинку, минаючи шокованого Лакана. |                    |                                                                                          |                           |              |                                 |                         |
| 20 | 20                 | «Дурман» Транслітерація: «Mandarage» (яп. 曼荼羅華)                                      | Акіра Коремото            | Місудзу Чіба | Норіхіро Наґанума               | 25 лютого 2024          |
| Маомао прокидається у спальні Джінші від запаху сандалового пахощів, а Суйрен доглядає за нею. Пізніше Суйрен просить Маомао зустрітися з Джінші, Ґаошунем та Басеном, щоб пояснити попередні події, що призвели до замаху на вбивство Джінші, які включають смерть майстра Коунена, пожежу на складі, крадіжку церемоніальних інструментів та харчове отруєння завідувача складу. Один із викрадених інструментів, кріплення для важкої прикраси, був перероблений покійним металургом на замовлення невідомої особи, але зі свинцевого сплаву, який легко плавиться біля відкритого вогню, і був встановлений приблизно під час невдалого замаху. Пізніше Ліхаку повідомляє Маомао про смерть Суйрей від отруєння. Однак вона запитала коронера, чи не містить отрута дурману — речовини, яка при змішуванні з тетродотоксином здатна зупинити дихання та серцебиття; а дурману в придворній аптеці вдосталь, не кажучи вже про те, що Суйрей вирощувала його на тому пагорбі, де вони вперше зустрілися. Коронер був упевнений, що це була Суйрей, яку він оглядав, без пульсу та дихання. Підтверджуючи її підозри, вони знаходять інший труп у труні Суйрей, яка зберігалася в морзі, готова до кремації. Маомао, заінтригована та роздратована розумом та зухвалістю Суйрей, навіть її здатністю імітувати власну смерть, прагне дізнатися рецепт «ліків воскресіння», які вона використовувала. Розправившись із справою Суйрей таємно, Джінші хвилюється про нові проблеми, окрім потенційних конфліктів із біологічним батьком Маомао, Лаканом. Джінші приймає зілля для придушення своєї чоловічої сутності, що почалося, коли він увійшов до Заднього палацу як фаворит імператора; також він підробляє свій справжній вік. Розглядаються ситуації наложниць Лоулань та Лішу, а Ґьокуйо звертається до Маомао за допомогою через припинення менструального циклу, що Маомао підозрює як вагітність Ґьокуйо, враховуючи, що імператор все ще її відвідує. Повернувшись до Заднього палацу, щоб допомогти Ґьокуйо, Маомао стикається з новими викликами в палаці після від'їзду Ах-Дуо та появи ексцентричної нової наложниці Лоулань як її заміни. Тим часом поширюються чутки про викуп однієї з Трьох Принцес Рокушоукан. |                    |                                                                                          |                           |              |                                 |                         |
| 21 | 21                 | «Як викупити контракт» Транслітерація: «Miuke Sakusen» (яп. 身請け作戦)                  | Юші Ібе                   | Юніко Аяна   | Масака Сато                     | 3 березня 2024          |
| Маомао особисто береться за прибирання аптеки Заднього палацу, щоб уникнути саботажу, після того як лікаря, відповідального за аптеку Внутрішнього палацу, покарали урізанням зарплати за неналежне управління. Лікар Заднього палацу розповідає, що його родина є офіційним постачальником паперу до палацу, але відколи вдовуюча імператриця заборонила вирубування дерев, їхній бізнес занепав, оскільки їхня нова рецептура призвела до низької якості паперу. Лікар став євнухом, щоб запобігти прибуттю другої сестри до Заднього палацу, оскільки їхня родина ризикувала втратити статус постачальника. Маомао допомагає йому покращити якість паперу, з'ясувавши причину низької якості, яка полягала у водяному кориті, що використовувалося волами в процесі виготовлення паперу. Пізніше Ліхаку звертається до Маомао за порадою щодо викупу куртизанки, зокрема Пайрін, яка, як з'ясовується, була годувальницею Маомао в дитинстві через її незвичайний стан. Маомао оцінює статуру Ліхаку, що викликає непорозуміння з Джінші, коли той несподівано вривається. Джінші пропонує подвійну ціну за допомогу, але Ліхаку відмовляється, оскільки не схвалює викуп контракту Пайрін чужими грошима, і згодом обирає більш традиційний підхід до залицяння. Тим часом у своєму листі до Маомао Пайрін повідомляє, що чекає на свого принца, і пояснює, що запитання Лакана про викуп когось породило нещодавні чутки, що дратує Маомао. |                    |                                                                                          |                           |              |                                 |                         |
| 22 | 22                 | «Сині троянди» Транслітерація: «Aoi Soubi» (яп. 青い薔薇)                                | Еркін Кавабата            | Хітомі Огава | Еркін Кавабата                  | 10 березня 2024         |
| Продовжуючи працювати на вагітну Ґьокуйо та доглядаючи її доньку, принцесу Лінглі, Лакан знову дражнить Джінші, цього разу бажаючи побачити сині троянди до наступного весняного свята. Джінші погоджується, щоб не конфліктувати з ним, і звертається з цим проханням, як не дивно, до Маомао. Вона береться за це завдання, бо хоче втерти носа Лакану. Використовуючи сауну пані Ліхуа як теплицю, вона намагається прискорити цвітіння сотні кущів троянд, придбаних і розміщених за допомогою Сяолань (оскільки у неї знову розійшлися шви на нозі). Її догляд за трояндами включає безсонні ночі, що турбує Сяолань та навіть служниць Ґьокуйо. Її зусилля, однак, не були марними, оскільки вона встигає виростити сині троянди до весняного свята, на якому офіційно представлять наложницю Лоулань. Джінші розглядає ці троянди як свою можливість відстояти свою позицію перед імператором, оточеним підступними та заздрісними суперниками. Шішоу, батько Лоулань, постає як новий суперник, і йому також доводиться мати справу з Лаканом. Пізніше Маомао розкриває Джінші секрет різнокольорових троянд (вона також виростила троянди інших кольорів, окрім синього): підживлюючи квіти підфарбованою водою. Цей секрет вона заздалегідь розкрила імператору, щоб уникнути суперечок з чиновниками. Але вона ще не закінчила, маючи намір застати Лакана зненацька. Епізод також показує погляд Лакана на людей: як на шахові фігури го та китайських шахів, де більшість з них — пішаки. Розмірковуючи над своєю невдалою провокацією та згадуючи червоні, доглянуті нігті куртизанки, з якою він колись грав у го, він здивовано бачить Маомао з нафарбованими нігтями, разом із Джінші та Ґаошунем. |                    |                                                                                          |                           |              |                                 |                         |
| 23 | 23                 | «Бальзамін і квасениця» Транслітерація: «Hōsenka to Katakumi» (яп. 鳳仙花と片喰)         | Дзюн Ōвада                | Місудзу Чіба | Казуя Номура                    | 17 березня 2024         |
| Маомао викликає Лакана на партію в китайські шахи, поставивши на кон те, що житиме з ним у разі його перемоги, що шокує Джінші; але він має викупити старіючу куртизанку з Рокушоукан, якщо програє. Додається умова, що переможець бере одну з чашок міцного алкоголю, в який підмішано наркотик, що стає отрутою після трьох ковтків, а переможений випиває її вміст, причому відмова вважається поразкою. Маомао програла двічі поспіль, отже, могла випити дві з трьох отруєних чашок; але виграла третю партію, що, на думку Джінші, Лакан піддався навмисно. Той падає після того, як випиває вміст чашки. Джінші, думаючи, що його отруїли, чує від Маомао, що Лакан утримується від алкоголю, «короля ліків», тому легко п'яніє. Це полегшило його доставку до Рокушоукан. Лакан прокидається в Рокушоукан, і про нього піклується Меймей, колишня служниця Фенсянь… даючи йому щось гірке, що приготувала Маомао. Вона також залишила йому засушену синю троянду в дерев'яній коробці. Розкривається більше про минуле Лакана. Його нездатність розрізняти людей змусила його батька вважати його нікчемним, і той з огидою втік до своєї коханки. Це призвело до безтурботного життя, де він у вільний час навчався шахів та го. Лише його незграбний, але розумний дядько розумів його, навчивши бачити людей як фігури в го та шахах. Він використовував ці знання, щоб очолити ескадрон чоловіків, не маючи реального бойового досвіду, ставлячись до них як до шахових фігур. Маючи безпрограшну серію, він викликав на поєдинок Фенсянь, непереможну гравчиню в го з Рокушоукан. Вперше він розпізнав людське обличчя — її обличчя — коли програв їй. Він продовжував грати з нею, аж поки не почув, що її викуповують через її популярність. Тоді вона віддалася йому. Приблизно в той самий час його дядька (опис якого нагадував Луомена) усунули з посади, а Лакана відправили за кордон навчатися на деякий час. Приблизно в той самий час Фенсянь написала йому, що викуп скасовано. Він думав, що пробуде за кордоном шість місяців, але повернувся лише через три роки. Повернувшись, він знайшов усі невідповідані листи Фенсянь, включно з її муміфікованим відрізаним пальцем — формою прокляття. Жахнувшись, Лакан кинувся до борделю, щоб побачити її, але було вже пізно — Фенсянь зникла, оскільки завагітніла, чого він ніколи не помічав під час їхньої останньої зустрічі, і це стало причиною зриву викупу, заплямувавши її цінність і змусивши працювати як звичайну куртизанку. |                    |                                                                                          |                           |              |                                 |                         |
| 24 | 24                 | «Джінші й Маомао» Транслітерація: «Jinshi to Maomao» (яп. 壬氏と猫猫)                    | Ватару Накаґава           | Юко Какіхара | Норіхіро Наґанума               | 24 березня 2024         |
| Лакан прагне прихильності Маомао, хоча «планує помститися Джінші за те, що той тричі торкнувся його доньки». Саме тоді стара пані з Рокушоукан кличе його обрати одну куртизанку з її борделю. Він розглядає Меймей, але та відчиняє двері, дозволяючи йому почути колискову з прибудови. Він кидається до дверей, сприймаючи зів'ялу синю троянду як послання від Маомао, і обирає Фенсянь, готовий заплатити будь-яку ціну. Тим часом Маомао та Басен (який допоміг їй доставити п'яного Лакана до Рокушоукан) зустрічають Лоулань та її батька на зворотньому шляху, і той каже їй піти до Джінші. Вона розповідає йому, що зробила це для Лакана з вдячності, оскільки Фенсянь мала можливість зробити аборт (використовуючи ліки), але, схоже, хотіла зберегти вагітність. Вона навіть робить висновок, що Лакана могли обманути, оскільки час надсилання її листів Лакану міг бути способом контролю його візитів — ймовірна причина, чому вона збожеволіла, коли все пішло не так, аж до самоскалічення, тому й надіслала свій відрізаний палець, а також кінчик мізинця своєї дитини. Вона також знає про його нездатність розпізнавати обличчя, що їй пояснив Луомен; хоча він може розпізнати її обличчя, звідси й дивна прихильність Лакана до неї. Вона також виявляє свою неприязнь, але не ненависть, до нього, оскільки, зрештою, він допоміг їй врятувати Джінші під час тієї церемонії очищення, виявивши його здатність робити передбачення без збору інформації. Вона заздрить таланту свого батька, хоча їй не подобається його лінь, яку вона вважає причиною, чому вона не має формули «ліків воскресіння» Суйрей. Потім Маомао попереджає Джінші не робити його своїм ворогом, оскільки він ніколи не стане його союзником. Пізніше Меймей надсилає Маомао сукню, яку та одягне, танцюючи для неї на її весіллі. Приміряючи її на стіні Заднього палацу, Маомао ледь не падає, здивувавшись, побачивши, що за нею спостерігає Джінші. Він там у відповідь на повідомлення «доброго охоронця, який побачив якусь дивну жінку, що лазить по стінах Заднього палацу». Джінші згадує про те, що Лакан викупив куртизанку та попросив десятиденну відпустку. Маомао мовчить про особу куртизанки, своєї матері, про яку вона нічого не пам'ятає. Маомао ніколи її не знала, оскільки стара пані просила всіх мовчати, хоча були витоки інформації, які майже розорили Рокушоукан — за винятком випадків, коли її мати виганяла її з кімнати, та випадку, коли вона відрізала кінчик її мізинця в дитинстві, про що вона вже давно забула, будучи щасливою бути донькою Луомена. Вона згадала, що жінка, яку викупив Лакан, довго не протягне. Коли вона виявляє, що її рана на нозі знову відкрилася, і намагається заново накласти шви, Джінші хапає її та стрибає зі стіни на землю, а потім несе її назад до палацу, що стає ніжним моментом між ними, аж поки Маомао не просить у нього обіцяний бичачий безоар. Через кілька днів Джінші приходить до Нефритового павільйону з новою справою для Маомао. |                    |                                                                                          |                           |              |                                 |                         |

### Сезон 2 (2025)
| № серії (загалом) | № серії (в сезоні) | Назва серії                                                                             | Режисер(и)                    | Сценарист(и)   | Режисер(и) анімації           | Оригінальна дата показу |
| --- | ------------------ | --------------------------------------------------------------------------------------- | ----------------------------- | -------------- | ----------------------------- | ----------------------- |
| 25 | 1                  | «Маомао та Маомао» Транслітерація: «Maomao to Maomao» (яп. 猫猫と毛毛)                  | Джун Овада                    | Юко Какіхара   | Акінорі Фудесака              | 10 січня 2025           |
| Під час візиту до наложниць палацу Джінші помічає незвично велику кількість служниць Лоулань, що негативно впливає на інших. Шукаючи Маомао в Нефритовому павільйоні, Ґьокуйо направляє його до клініки, де Маомао разом із лікарем створює ароматичні олії та етиловий спирт для дезінфекції, використовуючи знайдений нею дистилятор. Вона проводить цей процес подалі від Нефритового павільйону, щоб запобігти викидню, оскільки Ґьокуйо вагітна. Пізніше приходить пакунок книг від Мадам Вердігріс, призначених для навчання служниць мистецтву догоджати імператору на випадок такої необхідності. Джінші схвалює її невеликий побічний заробіток, але Ґаошуну довелося забрати книги для цензурування відвертих частин. Через кілька днів серед слуг починає поширюватися популярний роман. Помітивши печатку на одній із книг, вона згадує, як Джінші запитував, де були придбані книги, і як він колись питав її, як покращити грамотність у Задньому палаці. Вважаючи, що це частина зусиль імператора щодо сприяння грамотності, Маомао потім наполягає на тому, щоб Айлань, одна зі служниць Ґьокуйо, яка вміє писати, зробила копії роману, щоб його могли прочитати й інші слуги. Сяолань виявляє зацікавленість у навчанні читанню та письму не лише для насолоди романом, а й для свого майбутнього. Пізніше, під час прогулянки з Хоннян, яка наглядає за нею, принцеса Лінглі чує нявкання кошеняти в провулку. Маомао намагається, але безуспішно, зловити його, натомість її ловить незнайома служниця. Маомао доглядає кошеня, і імператор дозволяє принцесі залишити його як домашнього улюбленця. Хоча кошеня отримало прізвисько «Викривач злодіїв» за те, що воно позбавило клініку гризунів, Маомао роздратована тим, що кошеня назвали «Маомао». Пізніше Маомао дізнається про прибуття каравану до міста. |                    |                                                                                         |                               |                |                               |                         |
| 26 | 2                  | «Караван» Транслітерація: «Taishō» (яп. 隊商)                                           | Маю Танімото і Акіра Коремото | Місузу Чіба    | Маю Танімото і Акіра Коремото | 17 січня 2025           |
| Палац готується до прибуття дипломатичної делегації, що є частиною торгового каравану. Ґьокуйо очікує трьох нових служниць, які допомагатимуть їй під час вагітності та врівноважать надмірний штат Лоулань та інших наложниць. Переглядаючи нові сукні Ґьокуйо з караванних яток, Маомао помічає вільніший крій, який може видати вагітність Ґьокуйо, і попереджає її. Тим часом Маомао розмірковує про дивну нестачу зручностей у палаці, попри його чудову систему санітарії. В останній день перебування каравану, коли діють знижки, Маомао робить покупки з Сяолань і зустрічає Шісуї, служницю, яка зловила її кота. За чаєм у медичному кабінеті Шісуї згадує про дивний запах з півночі, можливо, засмічений водний шлях, і ділиться своїм захопленням комахами, що інтригує Маомао. Через кілька днів після від'їзду каравану ароматичні олії та парфуми стають популярними серед придворних дам, що спонукає стривожену Маомао провести розслідування в Кришталевому павільйоні, де швидко поширюються модні тенденції. Її «панічне обнюхування» одягу призводить до того, що Шин, головна служниця Ліхуа, подає скаргу. Пояснюючи Джінші та Ґьокуйо, Маомао згадує, що такі аромати, як троянда, бензоїн, ладан, павловнія та кориця, які вона відчула на придворних дамах, а також деякі спеції та чаї, можуть зашкодити вагітності (у цьому випадку Ґьокуйо та, як мається на увазі, Ліхуа), пов'язуючи їх із минулими випадками отруєння свинцевою пудрою. Джінші попереджає наложниць, а Ґьокуйо наказує своєму персоналу перевірити наявні в них аромати та спеції. Це також доречно, оскільки Суйрей, придворна дама, яка імітувала свою смерть, все ще на волі. Напруга зростає, коли новина про смерть наложниці Цзінь від підозрюваного отруєння викликає підозри щодо більшої, далекосяжної змови. |                    |                                                                                         |                               |                |                               |                         |
| 27 | 3                  | «Трупний гриб» Транслітерація: «Tōjinkasō» (яп. 冬人夏草)                               | Ватару Накагава               | Хітомі Огава   | Ватару Накагава               | 24 січня 2025           |
| Розслідуючи причину смерті наложниці Цзінь, Джінші дізнається від лікаря про Тао, палацову служницю, яка зникла до свого звільнення та весілля. Пізніше Джінші консультується з Маомао щодо пропозиції створення школи каліграфії для слуг, яка, на його та Ґаошуна подив, зустрічає усміхнене схвалення від зазвичай похмурої аптекарки, з кількома рекомендаціями. Він також запитує її про знання отруйних грибів, враховуючи, що придворні дами у вологі дні року потайки ходять до північного лісу збирати гриби (та згадує, як вона їла мацутаке з лікарем). Він наказує їй позбутися тих смертельно небезпечних грибів, які дами можуть випадково зібрати. Після попереднього розслідування в занедбаному лісі вона відчуває той самий сморід, про який раніше згадувала Шісуї. Пізніше Маомао дізнається більше про наложницю Цзінь від Хоннян, про її складний характер, про те, як вона сіяла розбрат і насильство серед тих, хто був нижчий за статусом або рангом, і хоча вона безпосередньо не чіплялася до вищестоящих наложниць, її підозрювали у спробі отруєння Ґьокуйо під час її вагітності принцесою Лінглі. На похоронах Цзінь Маомао робить висновок, що Джінші підозрював її і хотів перевірити її реакцію на прохання розслідувати гриби поза присутності Ґьокуйо. Раптом зганьблена наложниця Сон влаштовує скандал і звинувачує Цзінь у своєму падінні як наложниці, демонструючи схожі симптоми отруєння. Служниці Цзінь також мають схожі висипи. Маомао поєднує підказки, включаючи сморід у лісі, та знаходить гриб-зловмисник. Показавши Джінші зібраний зразок у масці та рукавичках, вона дізнається від нього, що близько двох років тому Сон виявляла симптоми загадкової хвороби, яку приписували отруєнню. Вони підозрювали Цзінь, але не знайшли конкретних доказів, доки сама Цзінь не виявила схожі симптоми, припускаючи, що вона випадково торкнулася отрути, намагаючись використати її проти когось. Він відвідав її, але вона нічого не сказала, доки її слуги не заявили, що вона наклала на себе руки, використовуючи ту саму отруту. Однак Маомао не погоджується, оскільки симптоми не збігаються, і робить висновок, що смерть була не самогубством, а результатом нанесення отруйного гриба на її шкіру. Маомао має свої підозри, але стримує їх, доки Джінші не наполягає, щоб вона висловилася. Вона погоджується, але лише після того, як знайде останній елемент головоломки. Керуючи кількома довіреними євнухами, яких Маомао попросила у Джінші, вони розкопують ґрунт під місцем, де відчувається сморід, і знаходять розкладене тіло — джерело того смороду, про який раніше згадувала Шісуї. Тіло пізніше ідентифікують як тіло Цзінь за знайденими на ньому прикрасами та емблемами, а Маомао показує труп у труні як тіло Тао. З'ясовується, що Цзінь померла під час жорстокого інциденту, спричиненого ревнощами, в якому була замішана Тао. Щоб приховати це, Тао та служниці Цзінь, які також почали її ненавидіти, об'єднали зусилля, що призвело до того, що вони змусили Тао видавати себе за Цзінь. Їхня схожа зовнішність та приховувальні пов'язки були достатніми, щоб обдурити Джінші під час його нечастих щомісячних візитів. Коли розмови про шлюб Тао стали серйознішими, їй стало важко підтримувати цей фарс, і її вбили служниці Цзінь, які боялися викриття. Джінші конфіскує зібрані нею отруйні гриби — ключ до знаходження тіла Цзінь — щоб запобігти експериментам Маомао над собою, залишивши її зацікавленою властивостями «трупних грибів». |                    |                                                                                         |                               |                |                               |                         |
| 28 | 4                  | «Дзеркала» Транслітерація: «Kagami» (яп. 鏡)                                            | Цуйоші Накано                 | Юко Какіхара   | Мінору Охара                  | 31 січня 2025           |
| Маомао оглядає одне з нових дзеркал, подарованих чотирьом високопоставленим наложницям іноземним посланцем. Пізніше Ґаошун звертається до неї з дивною справою: надмірно опікувані близнючки багатія. Їх утримують у кімнаті під суворою охороною, і навіть їхню служницю звільнили за те, що дозволяла їм прогулянки під наглядом. Однак молодша близнючка загадково завагітніла. Маомао, згадавши куртизанку, яка завагітніла через сильну віру, спочатку припустила психологічну причину, але, подивившись на план кімнати близнючок, який показав їй Ґаошун, згодом робить висновок, що молодша близнючка може таємно втікати, використовуючи оптичну ілюзію — стратегічно розташовані дзеркала, причому вишивка близнючок відіграє роль в обмані охорони. Проте Маомао підозрює, що вагітність приховує ще глибший секрет. Тим часом Джінші дізнається, що особливий іноземний посланець шукає жінку «неземної краси, яка проливає сльози-перлини», ґрунтуючись на історії, яку їм знову і знову розповідав їхній дід. Маомао впізнає опис і розкриває, що ця жінка — мадам з Рокушоукан. Коли її запрошують, мадам підтверджує історію і навіть показує картину, замовлену першим посланцем. Однак теперішнє завдання полягає в тому, щоб знайти жінку такої ж високої, ефірної краси, щоб вразити обох посланців. Навіть найкрасивіші жінки були відхилені, що робить прохання жінок-посланців дипломатичною проблемою через їхній контроль над життєво важливими торговими шляхами. Розмірковуючи над проблемою, Маомао починає розглядати Джінші як потенційного кандидата, але продовжує дивуватися, чому посланці взагалі вважають цю куртизанку «Місячною Феєю». |                    |                                                                                         |                               |                |                               |                         |
| 29 | 5                  | «Місячна фея» Транслітерація: «Gessei» (яп. 月精)                                       | Шінтаро Ітога                 | Місузу Чіба    | Еркін Кавабата                | 7 лютого 2025           |
| Маомао відвідує північний сад, де колись мадам з Рокушоукан виступала перед колишнім посланцем. Там вона зустрічає Шісуї, яка збирає гусениць, що перетворюються на метеликів. Ці метелики, літаючи під місячним світлом, створюють мерехтливий ефект, роблячи сцену неземною. Натхненна цим, Маомао розробляє план за допомогою Шісуї та Сяолань. На банкеті Маомао спостерігає за двома посланцями, Айлою та Айлін. Вона підозрює, що їхні наміри можуть включати політичний шлюб або демонстрацію їхньої незрівнянної краси, особливо враховуючи, що їхній подарунок дзеркал наложницям можна розцінювати як провокацію. Під час заходу Айла намагається наблизитися до імператора, шокуючи двір, але Айлін зупиняє її. Банкет закінчується без того, щоб вони були вражені. Однак, коли посланці від'їжджають у своєму екіпажі, вони стають свідками чарівного видовища — фігури, що танцює під місяцем, оточеної сяючими вогнями. Коли Айла вимагає пояснень, Маомао називає фігуру «Діаною», посилаючись на західну богиню місяця. Коли їхній екіпаж рушає далі, Маомао розкриває трюк ілюзії: вогні насправді були самцями метеликів, заманеними за допомогою ароматичної приманки, спочатку призначеної для саботажу минулого виступу мадам. Справжнім виконавцем є Джінші, чию особу ретельно приховували для завершення ілюзії. Пізніше Маомао розмірковує над тим, хто міг змовитися, щоб підсунути ароматичні олії, які могли зашкодити вагітності Ґьокуйо та Ліхуа. Джінші розглядає можливість причетності спеціальних посланців, оскільки вони сподівалися стати наложницями, але їхні плани зірвалися, коли їх принизили виставою «Місячної Феї». Маомао вважає Ґьокуйо головною ціллю і підозрює Цзінь у спробі отруїти її під час вагітності Лінглі. Вона також припускає, що Суйрей навчила Цзінь отрут, хоча її мотиви залишаються незрозумілими — особливо щодо того, чому вона націлилася на Джінші. Пізніше Маомао знаходить клініку, окрему від лікарського кабінету, куди приходили відновлюватися хворі служниці, укомплектовану лише літніми жінками, і вражена їхнім професіоналізмом та застосуванням сучасних методів. Коли Маомао випадково зустрічає Джінші біля клініки, вона пропонує застосувати те саме в лікарському кабінеті. Однак це нелегко, оскільки лікарями можуть бути лише чоловіки, а лише лікарям дозволено виконувати певні функції, такі як виготовлення ліків, що Джінші радить їй приховувати. Проте наглядачка клініки могла дізнатися про це, коли Айлань, яка застудилася, приймає ліки, які дала їй Маомао. |                    |                                                                                         |                               |                |                               |                         |
| 30 | 6                  | «Кришталевий павільйон втретє» Транслітерація: «Mi Tabi, Suishōgū» (яп. みたび、水晶宮) | Юкіхіко Асакі                 | Хітомі Огава   | Юкіхіко Асакі                 | 14 лютого 2025          |
| Маомао викликає Шеньлю, наглядачка клініки, з якою вона познайомилася, коли супроводжувала Айлань до клініки. Вибачившись за своє ставлення до неї того дня, вона просить допомоги з хворою служницею з павільйону Мудрої Наложниці Ліхуа, чиє прохання про лікарняний вищестоящі проігнорували, попри симптоми заразної хвороби, і яка зникла на пів місяця. Розслідуючи справу, Маомао та лікар знаходять зниклу служницю замкненою в сараї, у тяжкому стані. Шин, головна служниця Ліхуа, стверджує, що помістила її туди на карантин, щоб запобігти поширенню хвороби. Подальше розслідування розкриває глибші плани Шин — вона накопичувала заборонені торгові товари, включаючи ароматичні олії, які можна було змішувати з абортивними ліками. Коли Джінші та Ліхуа протистоять їй, Шин намагається відвести увагу від проблеми, але зрештою виявляє свою образу. Вона заздрила Ліхуа — своїй кузині — за те, що ту обрали наложницею замість неї, попри їхнє спільне шляхетне походження та її вищі досягнення під час навчання. Маомао коментує одержимість Шин посадою імператриці, а не любов'ю до імператора. Зрозумівши правду, Ліхуа нарешті заступається за себе, дає Шин ляпаса за її слова проти неї, потім звільняє її та назавжди забороняє їй з'являтися в павільйоні. Спроба Ліхуа вдарити Шин шокувала Джінші. На запитання про те, як Маомао знайшла зниклу служницю, яку відправили на лікування за рахунок Ліхуа за межі палацу, Маомао пояснює, що помітила біля сараю кущі з білими квітами, насіння яких при правильній обробці можна перетворити на абортивні ліки. Потім Маомао зазначає, що хтось у Задньому палаці поширює знання про абортивні властивості ароматичних олій, натякаючи на більшу змову. Пізніше імператор дізнається про Маомао від Ліхуа, про те, як вона знову її врятувала. |                    |                                                                                         |                               |                |                               |                         |
| 31 | 7                  | «Святиня вибору» Транслітерація: «Sentaku no Byō» (яп. 選択の廟)                        | Вазука Комамія                | Юко Какіхара   | Вазука Комамія                | 21 лютого 2025          |
| Уві сні Джінші бачить своє дитинство, згадуючи, як розлючена стара жінка забирала старого чоловіка — пізніше йому пояснили, що це були його батько та бабуся відповідно. Він також дізнався, що нинішній імператор, якого він колись вважав своїм братом, насправді є його біологічним батьком. Джінші знає, що Маомао рано чи пізно дізнається правду. Тим часом, спостерігаючи за школою каліграфії, Маомао чує, як учитель розповідає про національний міф про заснування держави, зосереджуючись на Королеві-Матері, іноземці, яка народила першого імператора країни. Столицю було збудовано навколо святилища — Святилища Вибору — де колись імператорів обирали за допомогою випробування. Святилище було занедбано після того, як епідемія знищила майже всіх попередніх кандидатів. Вона також дізнається, що її названий батько, Луомен, іноді відвідував святилище у вільний час і познайомився з євнухом, який його доглядає, який також є вчителем каліграфії. Імператор везе Джінші та Маомао до святилища, щоб спробувати пройти випробування ще раз. Йдучи через низку кольорових дверей згідно з конкретними інструкціями, вони досягають останнього етапу, але знову зазнають невдачі. У записці про невдачу йдеться про те, що імператор не походить від Королеви-Матері. Після того, як євнух висловлює віру, що Луомен розкрив би секрет святилища, Маомао запитує імператора про зір попередніх імператорів, дізнавшись, що лише попередній імператор мав хороший зір; і про походження попереднього імператора, чиї старші брати померли під час епідемії. Імператор просить Джінші пройти випробування під керівництвом Маомао, яка веде їх до кінця, на балкон на верхньому поверсі. Доглядач святилища пояснює, що якщо жоден із кандидатів не досягав успіху, їм дозволялося спробувати ще раз за допомогою наложниці відповідного роду. Імператор просить пояснень, які євнух просить надати Маомао. Вона дійшла висновку, що святилище було побудовано для відбору людей з червоно-зеленою сліпотою, рідкісною ознакою в країні, але більш поширеною в західних землях, звідки, як казали, походила Королева-Мати, про що Луомен знав, вивчаючи медицину за кордоном. Однак вона приховує, що дозвіл наложницям з цією ознакою є способом забезпечити збереження кровної лінії Королеви-Матері при владі, попри поширене патріархальне успадкування влади. Імператор жартує про те, щоб взяти Маомао в наложниці, але не хоче гнівити Лакана, і вважає груди Маомао занадто маленькими. Євнух, однак, попереджає про раптове введення нової крові до імператорської родини. Маомао продовжує роздумувати про Джінші, цього разу вже не вважаючи його «просто улюбленим євнухом імператора». |                    |                                                                                         |                               |                |                               |                         |
| 32 | 8                  | «Вдова імператриці» Транслітерація: «Kōtaigō» (яп. 皇太后)                              | Джун Овада                    | Місузу Чіба    | Мінору Охара                  | 28 лютого 2025          |
| Гоннян «виганяє» Маомао до комори за те, що та налякала Інхуа хвостиком ящірки, який вона дістала, хоча насправді Маомао це подобається, оскільки вона може робити скільки завгодно ліків. Пізніше вона чує від Інхуа чутки про дивну придворну даму, яка ловить жуків, сміючись. Підозрюючи Шісуї, Маомао шукає її за підказкою Сяолань та інших служниць, отриманою в обмін на шовкову хустинку, яку їй подарував Джінші. Дорогою вона знаходить зарості білих квітів, які можна використовувати для виготовлення абортивного засобу. Вона розуміє, що Шин вдалася до караванних товарів, попри наявність відповідних інгредієнтів, а це означає, що вона не знає ліків, і хтось у палаці мусив навчити її виготовляти отрути. Зрештою вона знаходить Шісуї, яка ловить цвіркунів. Їхню балаканину перериває прибуття вдовуючої імператриці Анші. Шісуї розповідає, що Анші допомогла заснувати неофіційну клініку та заборонила рабство та євнухів, хоча подібні системи все ще існують. Маомао підозрює, що візит Анші до клініки пов'язаний з інцидентом у Кришталевому павільйоні, і очікує змін. Пізніше Анші відвідує Нефритовий павільйон і зустрічається з Маомао. Вона чула про неї від Суйрен, своєї колишньої служниці. Наодинці Анші доручає Маомао розслідувати, чи «проклинала» вона покійного імператора, чоловіка, якого Маомао вважає загально зневаженим і відомим своєю прихильністю до молодих наложниць. Анші народила нинішнього імператора за допомогою кесаревого розтину, проведеного названим батьком Маомао, Луоменом. Думка про народження брата імператора, коли вона вже була дорослою жінкою, змушує Маомао замислитися, чи справді він син колишнього імператора, ідея, яку, як вона зазначає, було б занадто небезпечно озвучувати. Через кілька днів Анші влаштовує чаювання з чотирма високопоставленими наложницями. Хоннян, знаючи, що Анші просила поговорити з Маомао, попереджає її не виставляти Ґьокуйо в поганому світлі. Одна зі служниць Анші відводить Маомао до резиденції колишнього імператора, де жили й померли попередній імператор та його мати, вдовуюча імператриця. Служниця розповідає, що Анші бажала, щоб він залишав її щоночі, і його тіло не виявляє жодних ознак розкладання, попри рік перебування в мавзолеї, оскільки він помер незабаром після її матері, тому Анші підозрює, що наклала на нього прокляття. Служниця просить Маомао швидко провести розслідування, перш ніж будівлю знесуть. Маомао погоджується, але висуває зустрічну вимогу. |                    |                                                                                         |                               |                |                               |                         |
| 33 | 9                  | «Покійний імператор» Транслітерація: «Sentei» (яп. 先帝)                                | Акіра Коремото                | Хітомі Огава   | Ватару Накагава               | 7 березня 2025          |
| Маомао просить дозволу увійти до кімнати покійного імператора. Залишившись на ніч із Суйрен, вона розмірковує про свою роль у Внутрішньому палаці та дізнається більше про літературні смаки Суйрен. Маомао знаходить отруйний камінчик у коробці з іграшками Джінші, який Суйрен заховала, щоб запобігти його зацикленню на чомусь одному, як того хотіла його мати, що наводить її на думку, чому тіло покійного імператора не розкладалося. Оглядаючи кімнату з Джінші, вона відчуває дивний запах і запитує, чи не займався колишній імператор живописом. Німий колишній доглядач боязко реагує на запитання про картину на стіні. Маомао віддирає шпалери, відкриваючи прихований малюнок, зроблений з аурипігменту, мінералу на основі арсену, що пояснює збереження тіла імператора. Захоплення покійного імператора живописом тримали в секреті, оскільки іншим здавалося немислимим, щоб він займався такою діяльністю; а кімната та приладдя були подарунком його покійної матері, призначеним для його захисту після того, як він несподівано став імператором. Анші, розгнівана спогадом про його матір, згадує, що та колись була служницею її старшої зведеної сестри, яку імператор відкинув, віддавши перевагу їй. Вона народила йому сина, але з часом, коли він забув про неї, вона мучила його, довівши до ізоляції. Анші дорожила картиною, яку він колись намалював для неї, але наказала Суйрен її викинути. Джінші, який бачив цю картину раніше, оскільки Суйрен сховала її в його коробці з іграшками, згадує, як імператор упустив камінчик аурипігменту під час одного з його візитів до нього. Колір на картині був тим, який колись носила Анші, що змушує Джінші засумніватися, чи справді він намалював на стіні свою матір. Анші вирішила не знати. Перед відходом вона попереджає Джінші тримати своїх фаворитів, особливо дівчину, до якої він небайдужий, у таємниці, перш ніж хтось інший їх забере. |                    |                                                                                         |                               |                |                               |                         |
| 34 | 10                 | «Історія про привида» Транслітерація: «Kaidan» (яп. 怪談)                               | О Джин Ку                     | Юко Какіхара   | Юічі Ніхеї                    | 14 березня 2025         |
| Ґьокуйо знайомить Маомао зі своїми новими служницями. Пізніше, коли Ґьокуйо нарешті дозволяє Маомао використовувати сарай, Інхуа запрошує Маомао на зустріч, де придворні дами розповідають страшилки. Одна історія — про хлопчика та його матір, які зіткнулися з остракізмом після того, як зайшли до «забороненого лісу» за їжею. Під час тринадцятої історії, яку розповідає організаторка, Маомао відчуває запаморочення від диму тліючого дерева у вогнищі, але отямлюється та відчиняє вікно, наказуючи Інхуа та Шісуї, яка також присутня, розбудити решту вісьмох. Маомао розмірковує над передісторією «забороненого лісу» з Шісуї, припускаючи, що це може бути пов'язано з лісом, який вважався «забороненим» після того, як хтось іззовні помер, з'ївши щось із нього, а люди забули про це, коли настав голод. Мати та дитина в історії могли зайти до лісу з голоду, зібравши місячні гриби, які вночі здалеку схожі на летючого привида. Прийшовши до їхньої хати, селяни знаходять хлопчика мертвим, а мати намагається обдурити їх, кажучи «в лісі є щось смачне», як помсту за те, що вони покинули їх перед смертю. Повернувшись до Нефритового павільйону, Інхуа дізнається від Хоннян, що стара організаторка, яка мала стосунки зі старим імператором і вважала такі зустрічі єдиною розвагою, померла рік тому, що лякає їх обох. Чи це був власний досвід організаторки, чи просто складний привидний жарт, Маомао не може збагнути. У будь-якому випадку, дуже налякана Інхуа спить з Маомао тієї ночі. |                    |                                                                                         |                               |                |                               |                         |
| 35 | 11                 | «Полювання» Транслітерація: «Kari» (яп. 狩り)                                           | Шінтаро Ітога                 | Місузу Чіба    | Наохіто Такахаші              | 21 березня 2025         |
| Отримавши запрошення від майстра Шішоу, Джінші планує розкрити Маомао свій справжній статус під час полювання в північній провінції. Він просить Ґьокуйо «повернути» Маомао, і та дражнить його за те, що він досі називає її «та дівчина». Під час їхнього перебування в помешканні перед полюванням Джінші проводить більшість часу в запечатаній кімнаті, одягаючи маску, коли виходить. Маомао дізнається, що родина Джінші вже давно користується послугами клану Ма, до якого належать Ґаошун та Басен, а Басену, який тимчасово виконує обов'язки помічника Джінші, доручено тримати особу Джінші в таємниці. Маомао перевіряє подану йому їжу на отруту, але Джінші відмовляється її їсти, оскільки Маомао вважає її бадьорою, а Басен переконується в цьому на власному досвіді, випивши аперитив, поданий до їжі. На банкеті після полювання спека долає Джінші, змушуючи його покинути стіл, і Маомао йде за ним. Вона веде його до сусіднього водоспаду, де має намір належним чином вилікувати його очевидне зневоднення. Саме перед тим, як він розкриває свій секрет, вбивці намагаються застрелити його з файфи, змушуючи Джінші стрибнути з водоспаду разом з Маомао, щоб врятуватися. У печері за водоспадом Джінші робить Маомао, яка не вміє плавати, серцево-легеневу реанімацію, щоб повернути її до життя. Щоб не застудитися, вона роздягається до спідньої білизни, створюючи незручну для нього ситуацію. Вона дає йому мати-й-мачуху від зневоднення, поки він пояснює, що за ним полюють щонайменше двоє вбивць. Намагаючись вийти з печери, Маомао випадково падає на Джінші, відволікшись на жабу. Вона намагається підвестися з нього, але він її утримує. |                    |                                                                                         |                               |                |                               |                         |
| 36 | 12                 | «Місячний принц» Транслітерація: «Ka Zuigetsu» (яп. 華瑞月)                             | Масахіро Мацунага             | Хітомі Огава   | Ватару Накагава               | 28 березня 2025         |
| Через дві години після зникнення Джінші відправляють пошукову групу. Басен дедалі більше дратується жартами про те, що той втік зі служницею, та бездіяльністю Шішоу. Тим часом Маомао неспокійно вовтузиться в компрометуючій позі з Джінші й випадково торкається його геніталій, що змушує Джінші попросити її прибрати руку з його паху. Зрозумівши, що вона торкнулася, Маомао вигадує відмовки, щоб не слухати пояснень Джінші, наполягаючи, що це була жаба. Роздратований Джінші нависає над нею, дражнить її та майже цілує, але їх перериває гавкіт собаки Ліхаку. Після їхнього порятунку Ліхаку повідомляє Джінші, що під час полювання файф не використовували, натякаючи на намір вбивства. Маомао припускає, що може визначити винного у замаху, оскільки всіх гостей можна виключити. Ліхаку приносить закривавлену тканину Басену, який організовує ще одну пошукову групу, одночасно повідомляючи йому про план виманювання підозрюваного. Вони знаходять більше доказів, включаючи зламану стрілу, що відповідає набору, привезеному одним із гостей, насправді це був обман, щоб виманити підозрюваного. У лісі один із убивць панікує, копаючись на галявині в пошуках чогось, і його несподівано застає Маомао, яка стоїть позаду з файфою, що була в коробці. Ліхаку затримує його. Вони вистежили стрільця за запахом пороху за допомогою собаки Ліхаку. Басен повідомляє Джінші, що за спільниками вбивць ведеться спостереження. Події дня списують на «примхи лорда в масці», що збігається зі зникненням деяких чиновників, яких більше ніколи не бачили на публіці. Ґаошун спілкується з чиновниками, які вірять у вигадану історію про те, як він став євнухом. Виникають побоювання щодо придатності молодшого брата імператора до престолу. Маомао розмірковує над питаннями без відповідей щодо подій дня і підозрює причетність іноземних посланців; а також над тим, чому вона повільно розуміє почуття інших людей. Коли Джінші відвідує Маомао, щоб вибачитися, він намагається розкрити свій секрет, але її відволікають бичачі безоари, які він їй приніс. Лише двоє людей у країні мають ієрогліф «Ка» у своєму імені: імператор та Джінші, також відомий як Ка Дзуйгецу, його брат. Ґаошун сподівається, що Маомао дізнається про цей секрет, оскільки це дозволить їй розв'язати важливі проблеми в найближчому майбутньому. |                    |                                                                                         |                               |                |                               |                         |
| 37 | 13                 | «Лазні» Транслітерація: «Yudono» (яп. 湯殿)                                             | Маю Танімото                  | Юко Какіхара   | Еркін Кавабата                | 4 квітня 2025           |
| Оскільки термін служби Сяолань закінчується через шість місяців, вона починає розглядати варіанти роботи за межами палацу. Маомао думає про Дім Вердігріс, але вважає за краще знайти кращу можливість. Шісуї пропонує їм часто відвідувати лазні Заднього палацу як служниці, щоб налагоджувати зв'язки з наложницями та придворними дамами, з якими вони рідко взаємодіють. Шісуї дізналася про цей метод від придворної дами, яка пішла на пенсію і згодом знайшла стабільну роботу в домі однієї з наложниць. Техніка видалення волосся ниткою Маомао стає популярною серед дам. Ґьокуйо підтримує план Маомао допомогти Сяолань, також розглядаючи це як можливість зібрати палацові плітки. Поширюються чутки про можливу вагітність Ґьокуйо, Ліхуа та навіть Лоулань — що Маомао відзначає з обережністю та інтересом. Також ходять розмови про тридцятьох нових євнухів, колишніх іноземних рабів, призначених до палацових лазень, що нагадує Маомао про минулий інцидент у печері з Джінші. Оскільки Маомао проводить більше часу з Шісуї та Сяолань, це спонукає Хаку-у запитати, як вона опинилася в Нефритовому павільйоні та чому Ґьокуйо, зазвичай дуже обережна, так сильно їй довіряє. Вважаючи Маомао дуже прямолінійною, Хаку-у попереджає її бути обережною зі своїми словами на публіці. Щоб допомогти сором'язливій та самотній Секі-у, Маомао пропонує їй також відвідувати лазні та приєднатися до них на сеансах масажу. Маомао помічає, що Лішу знову часто відвідує лазні з Кананом, своєю головною служницею, що може викликати дискомфорт у інших відвідувачів. Помітивши порізи від бритви, Маомао пропонує їй видалення волосся ниткою. Канан пояснює, що більшість у Діамантовому павільйоні не звертають уваги на такі деталі. Завоювавши її довіру завдяки тому, як вони про неї піклувалися, їхня розмова за холодним соком виявляє, що вона уникає власних лазень у павільйоні через нібито присутність привида. |                    |                                                                                         |                               |                |                               |                         |
| 38 | 14                 | «Танцюючий привид» Транслітерація: «Odoru Yūrei» (яп. 踊る幽霊)                         | Джун Овада & Кахо Асаї        | Місузу Чіба    | Джун Овада                    | 11 квітня 2025          |
| Маомао у супроводі Джінші та Ґаошуна розслідує появу привида в павільйоні Лішу. Вони швидко помічають зневажливе та презирливе ставлення служниць Лішу — особливо колишньої головної служниці, яка принижує страхи Лішу та ображає Канан, її нову головну служницю та колишню дегустаторку їжі. Після того, як Джінші хитро відпускає служниць, Лішу відкривається: вона пояснює, що змушена купатися пізно вночі, оскільки чекає, поки вода у ванні охолоне, бо її служниці завжди роблять воду занадто гарячою. Під час цих купань вона бачила те, що здавалося примарним білим обличчям, яке сміялося крізь завіси. Дивно, але привид завжди зникає, коли наближається Канан. Маомао оглядає лазню та виявляє справжню причину: «привид» — це оптична ілюзія, спричинена парою, що виходить крізь прогнилу підлогу та рухає завіси від зливу гарячої води, а «обличчя» — це відображення з чарівного мідного дзеркала, сімейної реліквії покійної матері Лішу, яка відбиває місячне світло, і про яку вона піклується як спокуту за «гріх» свого народження, що призвів до погіршення здоров'я та смерті її матері. Лішу вважає, що привид її переслідує, тому що вона більше не користується дзеркалом і не піклується про нього. Це також виявляє поганий стан будівлі, де цвіль та структурні проблеми приховували служниці замість того, щоб їх усунути. Коли служниці повертаються, колишня головна служниця намагається вихопити дзеркало, що змушує Лішу захищати його. Це нарешті спонукає Джінші діяти — він публічно сварить колишню головну служницю, конфіскує її несанкціоновану шпильку високого рангу та наказує їй пам'ятати своє місце, чого він раніше не робив, щоб захистити Лішу від сорому, зрештою поставивши всіх їх на місце. Пізніше, дізнавшись від шарлатана-лікаря, як євнуха приймають до Заднього палацу, Ґаошун нагадує Джінші діяти швидко, якщо вони хочуть залучити Маомао до свого табору. Єдиною серйозною перешкодою для його розкриття Маомао є її батько Лакан, з яким йому все одно доведеться розібратися. Поки Джінші вирішує проблему придворної дами, яка фліртує з новими євнухами, і зустрічається з євнухом, який, попри свої травми, є популярним частково завдяки своєму розуму, Сяолань потрапляє у серйозну біду десь у палаці. |                    |                                                                                         |                               |                |                               |                         |
| 39 | 15                 | «Лід» Транслітерація: «Aisu» (яп. 氷菓)                                                 | Місу Яманеко                  | Хітомі Огава   | Маю Танімото & Акіра Коремото | 18 квітня 2025          |
| Захоплюючись шпилькою, яку подарувала їй одна з наложниць, Сяолань випадково штовхнула євнуха, через що той впустив і розбив брилу льоду, призначену для високопоставленої наложниці Лоулань. Лід був рідкістю, тому ситуація була серйозною. Маомао втрутилася, пообіцявши використати лід по-іншому. Вона помітила, що за нею спостерігає Джінші, і скористалася нагодою попросити у нього доступ до кухні та інгредієнтів. Джінші погодився за умови, що Маомао носитиме шпильку, яку він їй подарував; якщо вона це зробить, він поділиться з нею секретом. За допомогою євнуха та Сяолань Маомао приготувала для Лоулань заморожений десерт. Євнух переконався, скуштувавши його, а Маомао була впевнена у своїй роботі, завдяки тому, що Джінші розповів їй про смаки Лоулань. Шісуї, несподівано з'явившись, згодом приєдналася, щоб розділити ласощі. Пізніше Ґьокуйо помітила незвичайні рухи плода у своєму животі. Маомао запідозрила сідничне передлежання плода і підтвердила це під час огляду. Найбезпечнішим варіантом був би ризикований кесарів розтин, і Маомао запропонувала свого засланого, «злочинного» названого батька — Луомена, у якого вона навчилася аптекарської справи, як найкращу кандидатуру для цієї процедури. Попри вагання Хоннян та знання про минулу політичну історію Заднього палацу, Ґьокуйо погодилася. За сприяння Джінші, Луомен прибув через два дні, щоб допомогти, тимчасово зайнявши посаду в лікарській клініці. |                    |                                                                                         |                               |                |                               |                         |
| 40 | 16                 | «Тліюча образа» Транслітерація: «Suku'u Akui» (яп. 巣食う悪意)                          | Цуйоші Накано                 | Юко Какіхара   | Юічі Ніхеї                    | 25 квітня 2025          |
| Готуючи припікання для Ґьокуйо, Маомао дізналася, що Луомена призначили до лікарської клініки разом з Ґуеном, тож він також зможе допомогти Ліхуа, якщо буде потрібно. Луомен написав попередження про проблеми в Задньому палаці простою, дитячою мовою і попросив Маомао передати їх до професійної школи для служниць як практику з письма, а, як зрозуміла Маомао, і як спосіб легко масово розповсюдити попередження. У записці йшлося про небезпеку свинцевого макіяжу, сильних запахів та зривання палацових рослин без дозволу. У школі вчитель впізнав почерк Луомена, оскільки десятиліття тому допомагав складати схожі оголошення. Він розповів Маомао, що для допомоги в неформальній клініці надсилають нових євнухів, щоб не відволікати служниць, які збігалися дивитися на їхню роботу в лазнях. Маомао поспішила до клініки, усвідомивши, що весь її старший персонал є жертвами попереднього імператора, яким не дозволили покинути Задній палац і які могли дізнатися про небезпечні речовини зі старих оголошень. Вона хотіла викрити Шеньлю у використанні пацієнтів для передачі Шин знань про абортивні засоби, включно з ароматами, які та отримувала від каравану на замовлення, але їй бракувало доказів. Маомао помітила дорогу на вигляд книгу про комах, її зміст та нещодавнє походження наштовхнули її на думку, що раніше вона належала Шісуї, і вона задумалася про її статус служниці. Прибула Суйрей, яка проникла до числа нещодавно прибулих євнухів, щоб попередити Шеньлю про відкриття Маомао, і погрожувала Маомао насильством над Шісуї, якщо вона не покине Задній палац разом з нею, а також спокушала її формулою ліків воскресіння. Маомао помітила стійкі ушкодження на руці Суйрей, побічний ефект від вживання цих ліків. Пізніше Лакан організував зустріч із Шішоу та кронпринцом (насправді Ах-Дуо, яка видавала себе за нього), поділившись своїми знахідками щодо отруйних речовин, використаних під час спроби вбивства. Він дивувався, як вони потрапили на територію Шішоу та до ворожих рук, але Шішоу не був корисним, попри те, що дізнався, що підозрюваний більше не міг говорити після допиту надмірно ревним слідчим. Лакан захоплено розповідав про партію в го, яку він зіграв із Фенсянь, і запропонував йому сік із зеленого винограду, стверджуючи, що він червоний, але Шішоу не прокоментував цю невідповідність. Після зустрічі Ах-Дуо обговорила з Басеном зникнення Маомао, що сильно відволікало Джінші. |                    |                                                                                         |                               |                |                               |                         |
| 41 | 17                 | «Лисяче село» Транслітерація: «Kitsune no Sato» (яп. 狐の里)                            | Шінтаро Ітога                 | Місузу Чіба    | Наотака Хаяші                 | 2 травня 2025           |
| Після зникнення Маомао Джінші її розшукує. Спогади Ґуена про котячу поведінку Маомао дозволяють Луомену знайти поспішно написане, приховане повідомлення від Маомао зі знаками «храм» та одним нечітким ієрогліфом. У Нефритовому павільйоні служниці припускають, що нечітким знаком може бути «нефрит», а Секі-у розмірковує, чи не може це стосуватися Шісуї, чиє ім'я має схожу вимову. Джінші пригадує, що ім'я Суйрей писалося саме цим ієрогліфом. Суйрей відвозить Маомао та Шісуї кораблем і човном до віддаленого села з гарячими джерелами, де Маомао помічає одного з іноземних посланців. Дорогою, після того як Маомао викриває Шісуї, яка захищає Суйрей від кинутої нею змії, вона дізнається, що вони сестри, і здогадується, як вони контактували одна з одною в Задньому палаці. Суйрей у відповідь розповідає, що знає, що Лакан її батько, і Маомао вважає, що її викрали як важіль впливу на нього. Розслідування храму поблизу місця, де було знайдено повідомлення Маомао, розкриває спосіб її викрадення — через старий, покинутий водний шлях. Джінші також отримує повідомлення про зниклого євнуха та про те, що в записах Заднього палацу немає служниці на ім'я «Шісуї». У Ґьокуйо починаються пологи. |                    |                                                                                         |                               |                |                               |                         |
| 42 | 18                 | «Ліхтарики» Транслітерація: «Hoozuki» (яп. 鬼灯)                                        | Еркін Кавабата                | Хітомі Огава   | Наохіто Такахаші              | 9 травня 2025           |
| Пологи Ґьокуйо проходять стабільно, і Луомен підтверджує ефективність лікування Маомао при сідничному передлежанні. Джінші розслідує справу таємничого євнуха «Тяна», який, схоже, проник до лав нових євнухів і часто відвідує забутий цвинтар жінок, яких збезчестив покійний імператор ще дівчатами. Він зустрічає Шеньлю на цьому цвинтарі й протистоїть їй. Джінші приголомшений, коли Шеньлю, згадуючи давнє, запитує його, чому особа його статусу прикидається євнухом. Її заарештовують, і вона намагається отруїтися, щоб втекти, але її зупиняють, і небезпека минає. Він дізнається, що могила, яку відвідували Шеньлю та «Тян», належить Тайхоу, колишній служниці, яка народила Лоулань від зв'язку з придворним лікарем. Згадавши про Лоулань, Джінші йде до Гранатового павільйону, де викриває її обманні трюки, знаходячи Ренпу, одну зі служниць Лоулань, на її місці, замасковану під неї, і дізнається, що вона зникла назавжди. Лакан розлючений, дізнавшись про зникнення Маомао. Джінші отримує повідомлення про зникнення Шішоу, що наводить на думку про змову між ним та Лоулань. Джінші робить висновок, що клініка надала притулок Шеньлю через спільну образу на Задній палац. Плануючи свій наступний крок, євнух на ім'я Лахан пропонує допомогу у відстеженні розкрадених коштів та заліза, пов'язаних зі змовою, в обмін на невелику знижку на рахунок за ремонт палацової брами, пошкодженої Лаканом. |                    |                                                                                         |                               |                |                               |                         |
| 43 | 19                 | «Фестиваль» Транслітерація: «Matsuri» (яп. 祭り)                                        | Маю Танімото                  | Юко Какіхара   | Маю Танімото                  | 23 травня 2025          |
| Шісуї приводить Маомао на свято врожаю і виявляє зацікавленість у її шпильці для волосся від Джінші, яку Маомао не хоче віддавати. Шісуї пояснює історію села, пов'язану із західними поселенцями — деяких терпіли, деякі були експлуататорами — та символіку червоної та зеленої фарби лисячих масок, пов'язану з поширеністю дальтонізму серед чоловіків. Маомао підозрює, що поселенці належать до тієї ж групи, що й Королева-Мати. Свято закінчується ритуальним спалюванням торішніх масок, що, як кажуть, виконує бажання, якщо маски повністю згорають. Після фестивалю Маомао вимагає від Суйрей рецепт ліків воскресіння. Суйрей ділиться ним, уточнюючи, що вона опустила дурман, який, ймовірно, був доданий до оригіналу, щоб подовжити непритомність для поневолення, з побічним ефектом втрати пам'яті. Хоча Маомао пропонує перевірити його, Суйрей відмовляється. Поки Суйрей йде, Маомао вивчає формулу, про яку дбає Шісуї, чиї навички перукарства та масажу походять від жорсткого навчання її матері. Пізніше увагу Маомао привертає незібрана ділянка рису біля комори. Кьо-у потайки виводить Маомао до комори та відкриває замок, щоб вони могли увійти. Там вона знаходить лабораторію Суйрей, а також, з металевими трубками, майстерню для збирання файф. Їх всередині ловлять Шеньмей та посланець Айла. |                    |                                                                                         |                               |                |                               |                         |
| 44 | 20                 | «Твердиня» Транслітерація: «Toride» (яп. 砦)                                            | Акіра Коремото & Ю Кіноме     | Місузу Чіба    | Ватару Накагава               | 31 травня 2025          |
| Шеньмей карає Суйрей за присутність Маомао та Кьо-у у коморі. Лоулань — справжня особистість Шісуї — втручається від їхнього імені, переконуючи свою матір взяти Маомао як аптекарку для розробки ліків безсмертя. У фортеці Ши Маомао дізнається більше про історію їхньої родини, як Шеньмей вигнала Суйрей та її матір, перетворивши їх на служниць, навіть забравши її справжнє ім'я, Шісуї, псевдонім, який використовувала її зведена сестра Лоулань. Маомао вважає їхні спроби замаху на життя Джінші помстою за його реформи у задньому палаці. Відкинувши думки про королівську ідентичність Джінші, вона розуміє, що клан Ши готується до війни. Лоулань згадує свої марні зусилля пом'якшити характер матері. Лакан доповідає Джінші про результати свого розслідування, розкриваючи незареєстроване розширення у фортеці Ши, що є доказом повстання. Лакан вривається, критикуючи бездіяльність Джінші, але Луомен стримує його гнів. Потім Лакан звертається до Джінші як до королівської особи, просячи його мобілізувати Заборонену армію проти повстання Ши. |                    |                                                                                         |                               |                |                               |                         |
| 45 | 21                 | «тайбон» (яп. 蟇盆)                                                                     | Таканорі Яно                  | Хітомі Огава   | Юічі Ніхеї                    | 6 червня 2025           |
| Маомао дізнається, що ліки воскресіння були побічним результатом досліджень безсмертя, і Суйрей доводить їхню ефективність. Шеньмей, одержима бажанням повернути молодість, вимагає зілля молодості. Кьо-у намагається допомогти Маомао втекти, потайки передаючи їй дріт, але його ловлять. Суйрей захищає Кьо-у, що злить Шеньмей. Щоб відвернути покарання, Маомао ображає Шеньмей, беручи на себе відповідальність за дії Кьо-у. За пропозицією Лоулань, її відправляють до «тайбон» — ями з отруйними істотами — але вона отримує задоволення, вбиваючи та поїдаючи одну з них. На допомогу їй приходить охоронець, підкуплений Суйрей та Кьо-у, який розкриває інформацію про виробництво пороху у фортеці та наближення армії. Маомао виявляє підземну фабрику пороху та стає свідком того, як Лоулань евакуює робітників, перш ніж її знищити. Лоулань пояснює походження Суйрей як позашлюбної онуки попереднього імператора, а також свій власний досвід як «ляльки» своєї матері. Маомао підтверджує, що Шісуї приймала абортивні засоби. Лоулань веде Маомао до своєї кімнати, де показує отруєних дітей клану Ши, включно з Кьо-у, щоб врятувати їх від покарання, коли клан Ши зазнає поразки. Фортеця здригається від вибухів. |                    |                                                                                         |                               |                |                               |                         |
| 46 | 22                 | «Імператорська гвардія» Транслітерація: «Kin-gun» (яп. 禁軍)                            | Масахіро Мацунага             | Юко Какіхара   | Наохіто Такахаші              | 13 червня 2025          |
| Шісуї зробила Маомао аптекаркою, щоб захистити її, і ніколи не хотіла, щоб вона зустріла Шеньмей. Вона приймала препарати для переривання вагітності, щоб не стати схожою на Шеньмей, і віддалила Суйрей від клану, щоб захистити її. Маомао усвідомлює марність плану Шісуї, але не може її зупинити. Вона дає Шісуї шпильку Джінші, просячи колись її повернути. У таборі Лакан пропонує викликати лавину, щоб вивести з ладу збройовий склад клану Ші. Джінші погоджується, незважаючи на безчестя. Шеньмей продовжує свою жорстокість, тоді як Шішоу згадує, як йому наказали одружитися з позашлюбною донькою колишнього імператора — матір'ю Суйрей — в обмін на послугу. Після вибуху на пороховому заводі Лоулань, рятуючи Суйрей, бере на себе відповідальність і закликає свого батька зробити те саме. Коли королівська гвардія атакує, Джінші наполягає на порятунку «доньки Великого Командира Кана», щоб уникнути політичних наслідків. Він знаходить Маомао, яка просить його захисту. Нарешті вона розуміє, що він — Кронпринц, але він каже, що більше ним не є, оскільки Ґьокуйо народила нового спадкоємця. Джінші залишає її з Ліхаку, який просить кількох солдатів вивести дітей. Йдучи, Маомао присягається виконати останнє бажання Шісуї. |                    |                                                                                         |                               |                |                               |                         |
| 47 | 23                 | «Клан Ші» Транслітерація: «Shi no Ichizoku» (яп. 子の一族)                              | Буде визначено                | Буде визначено | Буде оголошено                | 27 червня 2025          |
| Під час штурму фортеці Ші, Джінші стикається з Шішоу, який зізнається в організації замаху на нього, після чого Шішоу гине від рук солдатів Джінші. Лоулань розкриває Джінші правду: десятиліття тому Шеньмей була відправлена до палацу як заручниця для послаблення клану Ші, а Шішоу пожертвував усім, щоб врятувати її. Лоулань розкриває, що Суйрей була визнана імперською кров'ю, але Шеньмей дозволила клану занепасти, за що Лоулань її засуджує. Спроба Шеньмей убити Лоулань обертається проти неї, призводячи до її смерті. Лоулань закликає Джінші пощадити розсудливих членів клану та символічно понівечити своє обличчя за гордість її матері. Після останнього зухвалого танцю Лоулань гине від пострілів Басена, а спустошена Суйрей не встигає врятувати сестру. Пізніше Джінші знаходить Маомао, яка відпочиває біля дітей клану Ші, яких вона намагалася захистити. |                    |                                                                                         |                               |                |                               |                         |
| 48 | 24                 | «Початок» Транслітерація: «Hajimari» (яп. はじまり)                                     | Буде визначено                | Буде визначено | Буде оголошено                | 4 липня 2025            |
| Маомао прокидається поруч із Джінші, перебинтовуючи його шрам і називаючи його мужнім. Джінші розуміє приховане значення останнього прохання Лоулань. На Новий рік Ґьокуйо стає імператрицею, а ім’я нового спадкоємця престолу розкрито. Тим часом Маомао повертається до кварталу червоних ліхтарів, щоб доглядати за Кьо-у, а інші діти знайшли прихисток у Ах-Дуо. Джінші відвідує Маомао, але їхню розмову переривають, тож він задовольняється тим, що дрімає у неї на колінах. В іншій частині міста Шісуй, що тепер має ім'я Тамамо, обмінює пошкоджену шпильку Маомао на нефритовий орнамент у формі цикади та готується вирушити за кордон. |                    |                                                                                         |                               |                |                               |                         |

## Нотатки
1. 1 2 3 4 5 6  Інформація про виробничий персонал взята з фінальних титрів кожного епізоду
2. ↑  На Nippon TV прем'єра серіалу запланована на 21 жовтня о 25:05, тобто фактично на 22 жовтня о 1:05 ночі за японським часом.[4]
3. ↑  Цей епізод вийшов в ефір о 12:05 (ночі) за японським часом, через 1 годину і 5 хвилин після оригінального ефірного часу на Nippon TV[26].